# Karlsruher Institut für Technologie

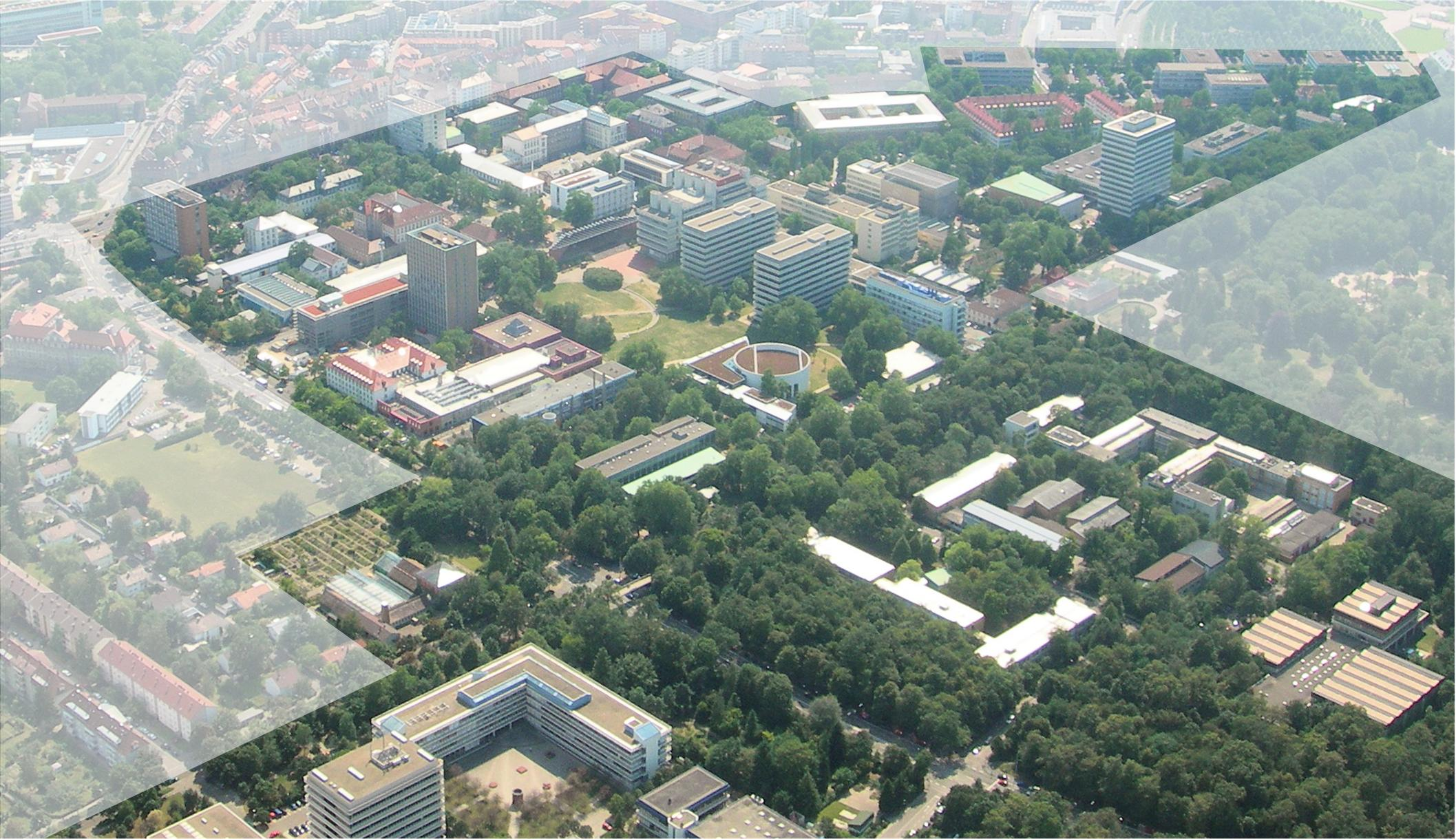
Hauptcampus KIT

Das Karlsruher Institut für Technologie (englisch Karlsruhe Institute of Technology), kurz KIT (Aussprache: [kʰaː.ʔiː.tʰeː]), ist eine Technische Universität des Landes Baden-Württemberg und nationales Forschungszentrum in der Helmholtz-Gemeinschaft. Es ist Mitglied des Universitätsverbundes TU9 und entstand 2009 als Zusammenschluss der Universität Karlsruhe (TH) mit dem Forschungszentrum Karlsruhe (bis 1995: Kernforschungszentrum Karlsruhe). Das KIT bezeichnet sich selbst als „die Forschungsuniversität in der Helmholtz-Gemeinschaft“. Das Institut befindet sich in der Karlsruher Innenstadt (Campus Süd, Campus Ost und Campus West) und auf dem Gebiet der Gemeinde Eggenstein-Leopoldshafen im Landkreis Karlsruhe (Campus Nord) und ist eine Körperschaft des öffentlichen Rechts.
Mit der Fusion der Universität und des Forschungszentrums entstand hinsichtlich des öffentlichen Budgets und der Pro-Kopf-Drittmitteleinnahmen die größte deutsche Forschungseinrichtung. Das KIT beschäftigte 2024 über 10.000 Mitarbeiter und hat ein jährliches Budget von über 1,2 Milliarden Euro, davon ca. 500 Millionen Euro eingeworbene Drittmittel. Die Einrichtung wird 2024 in einem bibliometrischen Hochschulranking der Universität Leiden als die forschungsstärkste deutsche Universität in den Ingenieur- und Naturwissenschaften ausgewiesen. Im Nature Index 2025 steht das KIT in den Bereichen der physikalischen Wissenschaften, der Umwelt- und Erdwissenschaften sowie der Chemie ebenfalls auf dem ersten Platz der deutschen Universitäten und auf den Plätzen 67, 83 und 89 weltweit.
Das KIT gehörte ab dem Jahr 2006 zu den ersten drei deutschen Eliteuniversitäten im Rahmen der Exzellenzinitiative des Bundes und der Länder. Im Jahr 2019 konnte das KIT im Nachfolgewettbewerb Exzellenzstrategie als eine von 10 Universitäten sowie einem Universitätsverbund in Deutschland den Titel Exzellenzuniversität erlangen. Das KIT ist hierbei die einzige Exzellenzuniversität, die nationale Großforschung betreibt.
Am ehemaligen Hochschulteil des KIT wurde Mitte des 19. Jahrhunderts u. a. der wissenschaftliche Maschinenbau unter Ferdinand Redtenbacher begründet, was die Gründung anderer technischer Hochschulen, wie zum Beispiel der ETH Zürich im Jahre 1855, inspirierte. Im Jahr 1899 gründete Engelbert Arnold hier das Elektrotechnische Laboratorium.

Das 1899 gegründete Elektrotechnische Laboratorium

Bereits zum Wintersemester 1969/70 begann das KIT als erste deutsche Universität mit der Ausbildung von Diplom-Informatikern. Im Jahr 1972 folgte die Gründung der ersten deutschen Fakultät für Informatik, 1984 wurde hier die erste außeramerikanische E-Mail empfangen. Das KIT verwaltete in den 1990er-Jahren alle .de-Top-Level-Domains, ebenso für kurze Zeit auch die chinesischen .cn-Domains. Darüber hinaus wurde vom Karlsruher Professor Karl Steinbuch der Begriff Informatik eingeführt und geprägt.

## Geschichte

### Geschichte der Universität Karlsruhe

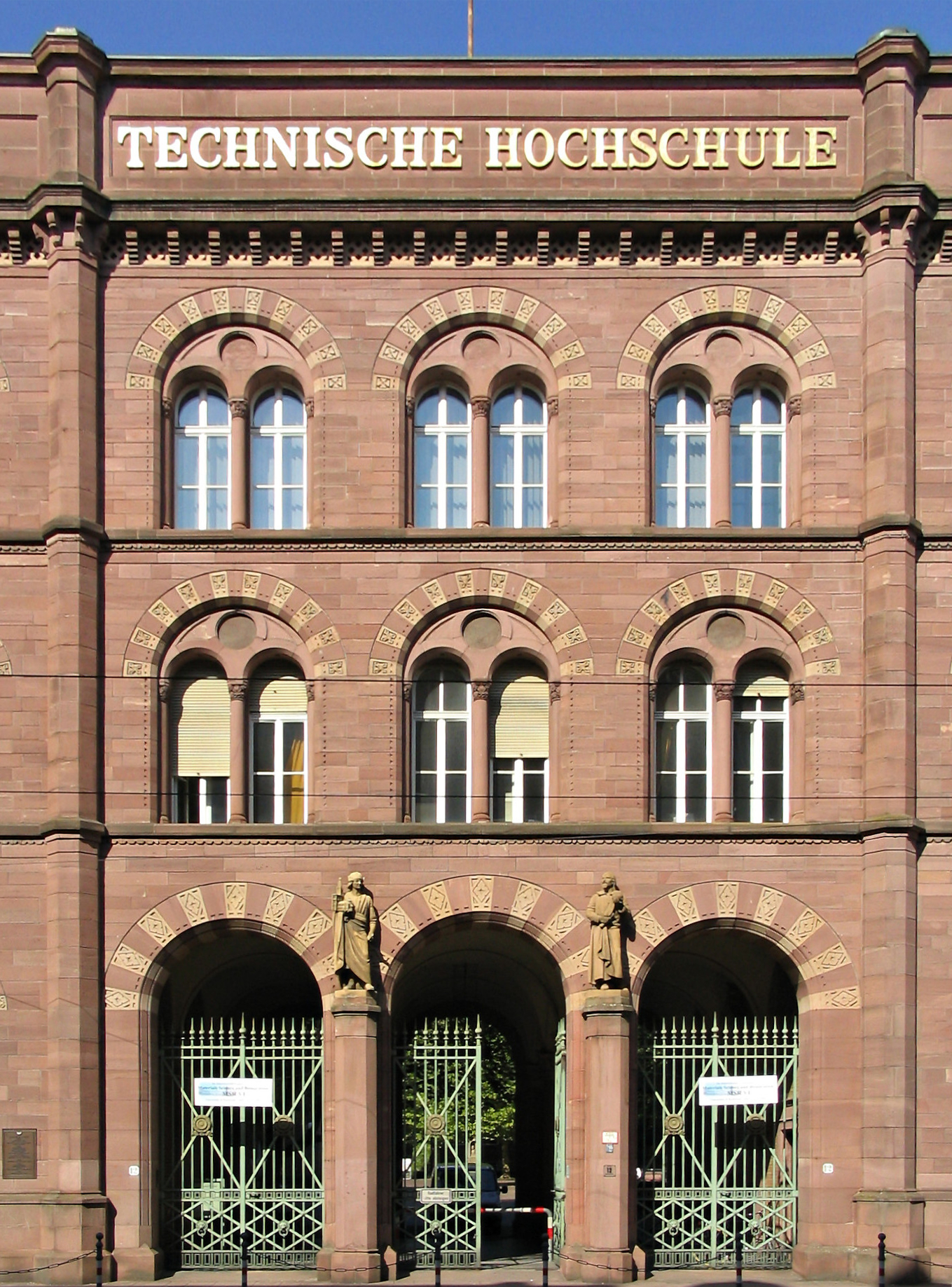
Hauptportal des von Heinrich Hübsch entworfenen Karlsruher Polytechnikums; im Bild der 1861–1864 von Friedrich Theodor Fischer geschaffene Mittelbau

Logo der Universität Karlsruhe, 1975 gestaltet von Rolf Lederbogen

Die Gründung des Polytechnikums Karlsruhe erfolgte durch Großherzog Ludwig von Baden am 7. Oktober 1825 in Karlsruhe. Sie war damit eine der ersten Hochschulen dieser Art in Deutschland. Die Hochschule entstand aus der Zusammenlegung der Bauschule des Architekten Friedrich Weinbrenner, der von Johann Gottfried Tulla 1807 gegründeten Ingenieurschule sowie den Realklassen des Karlsruher Lyzeums. Als Vorbild diente die École polytechnique in Paris. Ab 1832 war der Einrichtung auch eine Staatliche Forstschule angegliedert. 1841 erhielt Karl Weltzien erstmals das Recht als Dozent der Chemie am Lyzeum in Karlsruhe und am Polytechnikum Karlsruhe zu unterrichten. Daneben hielt er Vorlesungen über Agrikulturchemie für angehende Forstwirte, 1843 übernahm er die Chemisch-Technische Schule am Polytechnikum. 1855 wurde die Baugewerkschule Karlsruhe gegründet.
Im Jahr 1865 wurde das Polytechnikum durch Großherzog Friedrich I. zur Technischen Hochschule erhoben (woher auch der 1902 eingeführte Beiname Fridericiana rührt). Sie ist somit die älteste technische Hochschule in der heutigen Bundesrepublik Deutschland. Bis zum Jahr 1885 trug sie jedoch weiterhin den Namen „Polytechnische Schule“; anschließend hieß sie Technische Hochschule Karlsruhe. 1886 bewies Heinrich Hertz im heute noch existierenden und genutzten Hertz-Hörsaal die Existenz der elektromagnetischen Wellen. Im Jahr 1900 erhielt die Technische Hochschule Karlsruhe das Promotionsrecht. 1903 wurde mit Magdalena Neff in Karlsruhe zum ersten Mal an einer Technischen Hochschule in Deutschland eine Frau zu einem ordentlichen Studium zugelassen (1905 folgte die Technische Hochschule Stuttgart). Im Jahre 1915 wurde mit Irene Rosenberg die erste Frau promoviert; nach ihr wurde eine Straße auf dem Campus benannt.
1920 wurden der forstliche Hochschulunterricht von Karlsruhe und derjenige an der Eberhard Karls Universität Tübingen in Freiburg im Breisgau vereinigt. 1921 wurde das Ehrenbürgerrecht und 1923 das Ehrensenatoratsrecht eingeführt. 1946 wurde der Lehrbetrieb nach schweren Kriegsschäden mit 122 Studenten wieder aufgenommen. Im Dezember 1967 wurde die Technische Hochschule Fridericiana durch ein entsprechendes Landesgesetz Baden-Württembergs in „Universität Karlsruhe“ umbenannt, wobei als Auflage des baden-württembergischen Ministerrats die Bezeichnung „Technische Hochschule“ als Zusatz beibehalten werden musste. Zwei Jahre später begann die Universität Karlsruhe als erste deutsche Hochschule mit der Ausbildung von Diplom-Informatikern, drei Jahre später erfolgte an der Universität die Gründung von Deutschlands erster Fakultät für Informatik. Im Jahr 1975 gab sich die Universität ein neues Logo, das von Rolf Lederbogen, dem Leiter des Instituts für Grundlagen der Gestaltung an der Fakultät für Architektur, entworfen wurde. Im Jahr 1992 wurde mit 21.282 Studenten ein lange Zeit gültiger Höchststand der Studentenzahlen erreicht, der nach einem Tief erst im Wintersemester 2011/12 überboten wurde.
Um ihre Stärke im Bereich der Forschung zu unterstreichen, gab sich die Universität Karlsruhe im Juli 2005 den Namenszusatz „Forschungsuniversität“.
Die Bezeichnung „Universität Karlsruhe“ bleibt zur Verwendung durch das KIT bei der Erfüllung der Universitätsaufgabe weiterhin geschützt.

### Geschichte des Forschungszentrums Karlsruhe

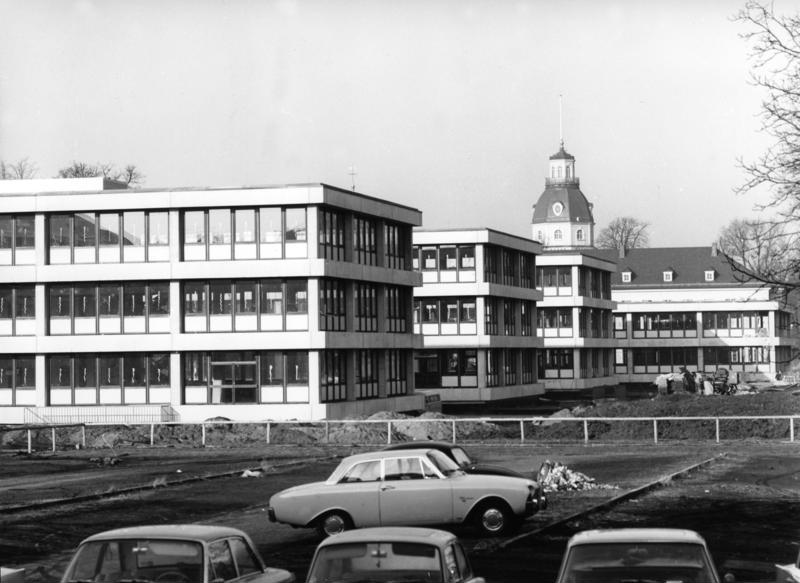
Universitätsbauten am Schlossplatz im Jahr 1967, heute Fakultät für Wirtschaftswissenschaften

Das Forschungszentrum Karlsruhe (FZK) wurde 1956 durch den Bundesminister für Atomfragen als Reaktorbau- und Betriebsgesellschaft mbH gegründet und später zunächst in Gesellschaft für Kernforschung mbH und später in Kernforschungszentrum Karlsruhe GmbH (KfK) umbenannt. Die Gründung erfolgte auf Initiative von Franz Josef Strauß, damals Atomminister, der von dem Physiker Otto Haxel und dem Hoechst-Manager Karl Winnacker beraten wurde. Die Gründer waren Walther Schnurr und Gerhard Ritter (beides Chemiker, die ihre Managementerfahrung noch vor 1945 im Umfeld der IG Farben erworben hatten), und die Juristen Rudolf Greifeld und Josef Brandl. Direktor des Instituts war ab 1958 der Physiker Erwin Willy Becker, der von 1974 bis 1975 auch Vorstand der Karlsruher Gesellschaft für Kernforschung war. „Mit Greifeld, Schnurr und Brandl war ein massiv NS-belastetes Führungstrio in Karlsruhe installiert“, so die Historiker Thomas Raithel und Nils Weise, „das die Geschicke des Forschungszentrums bis Ende der 1960er Jahre bestimmte“. Gesellschafter und Zuwendungsgeber des Zentrums waren die Bundesrepublik Deutschland zu 90 Prozent und das Land Baden-Württemberg zu 10 Prozent. Die ursprünglichen Aktivitäten lagen auf dem Gebiet der Kernenergie-Entwicklung und der kernphysikalischen Grundlagenforschung. Nach dem in Deutschland entwickelten Prinzip des Schwerwasserreaktors wurde zunächst von 1957 bis 1961 der Forschungsreaktor 2 errichtet, der bis 1981 in Betrieb war. Ihm folgte der nach dem gleichen Prinzip arbeitende größere Mehrzweckforschungsreaktor Karlsruhe, der von 1965 bis 1984 betrieben wurde, sowie der Brutreaktor-Prototyp KNK, der von 1971 bis 1991 betrieben wurde. Ein besonderer Arbeitsschwerpunkt des KfK lag in der Entwicklung eines modernen Verfahrens für die Wiederaufarbeitung von Kernbrennstoffen, das in der Wiederaufarbeitungsanlage Karlsruhe erprobt wurde und in weiterentwickelter Form in der Wiederaufarbeitungsanlage Wackersdorf zum Einsatz kommen sollte.
Seit Anfang der 1970er Jahre übertrug das Bundesministerium für Forschung und Technologie dem KfK vermehrt neue nicht-nukleare Aufgaben, um den erfolgreichen Ansatz der Großforschung auch auf andere Gebiete, wie zum Beispiel die damals beginnende Umweltforschung, anzuwenden. Mit dem beginnenden Ausstieg aus der Kernenergie in Deutschland, insbesondere nach Einstellung des Projekts Schneller Brüter und des Projekts Wiederaufarbeitung, verstärkte sich diese Entwicklung durch die Programme Fusionstechnologie, Meteorologie/Klimaforschung, Umwelttechnik, Genetik und Toxikologie, Mikrosystemtechnik und physikalische Grundlagenforschung. An die Stelle der Reaktoren traten neue Großprojekte wie die Ångströmquelle Karlsruhe (ANKA), Verbrennungs-Testanlagen für Hausmüll und Industrieabfälle, das Experiment KASCADE zur Beobachtung der Kosmischen Strahlung, dem die Beteiligung an dem internationalen Großexperiment AUGER folgte, und der Einstieg in die Neutrino-Forschung mit dem Experiment KARMEN in England. Zur Messung der Masse des Neutrinos mittels eines Tritium-Neutrino-Experiments (KATRIN) wurde im November 2006 mit dem Aufbau eines großen Spektrometers begonnen, das man auch als präziseste Waage der Welt bezeichnen kann.
1995 wurde der Name geändert von Kernforschungszentrum Karlsruhe in Forschungszentrum Karlsruhe mit dem Untertitel Technik und Umwelt. Dieser Untertitel wurde 2002 durch in der Helmholtz-Gemeinschaft ersetzt. Ein weiterer Wandel vollzog sich für die Gesamtheit der insgesamt 15 Großforschungseinrichtungen, als 2001 mit der Gründung der Hermann-von-Helmholtz-Gemeinschaft deutscher Forschungszentren die inhaltliche Steuerung der Forschungsprogramme vom Bundesministerium für Bildung und Wissenschaft auf wissenschaftsbasierte Selbststeuerungsmechanismen umgestellt wurde.
Das Gelände des ehemaligen Forschungszentrums im Hardtwald ist seit den 1970er Jahren durch die Bahnstrecke Leopoldshafen–KIT Campus Nord an das Eisenbahnnetz angeschlossen. Seit 1989 führt die Albtal-Verkehrs-Gesellschaft auf dieser Dienstpersonenverkehr für berechtigte Mitarbeiter durch.

### Zusammenschluss von Universität und Forschungszentrum

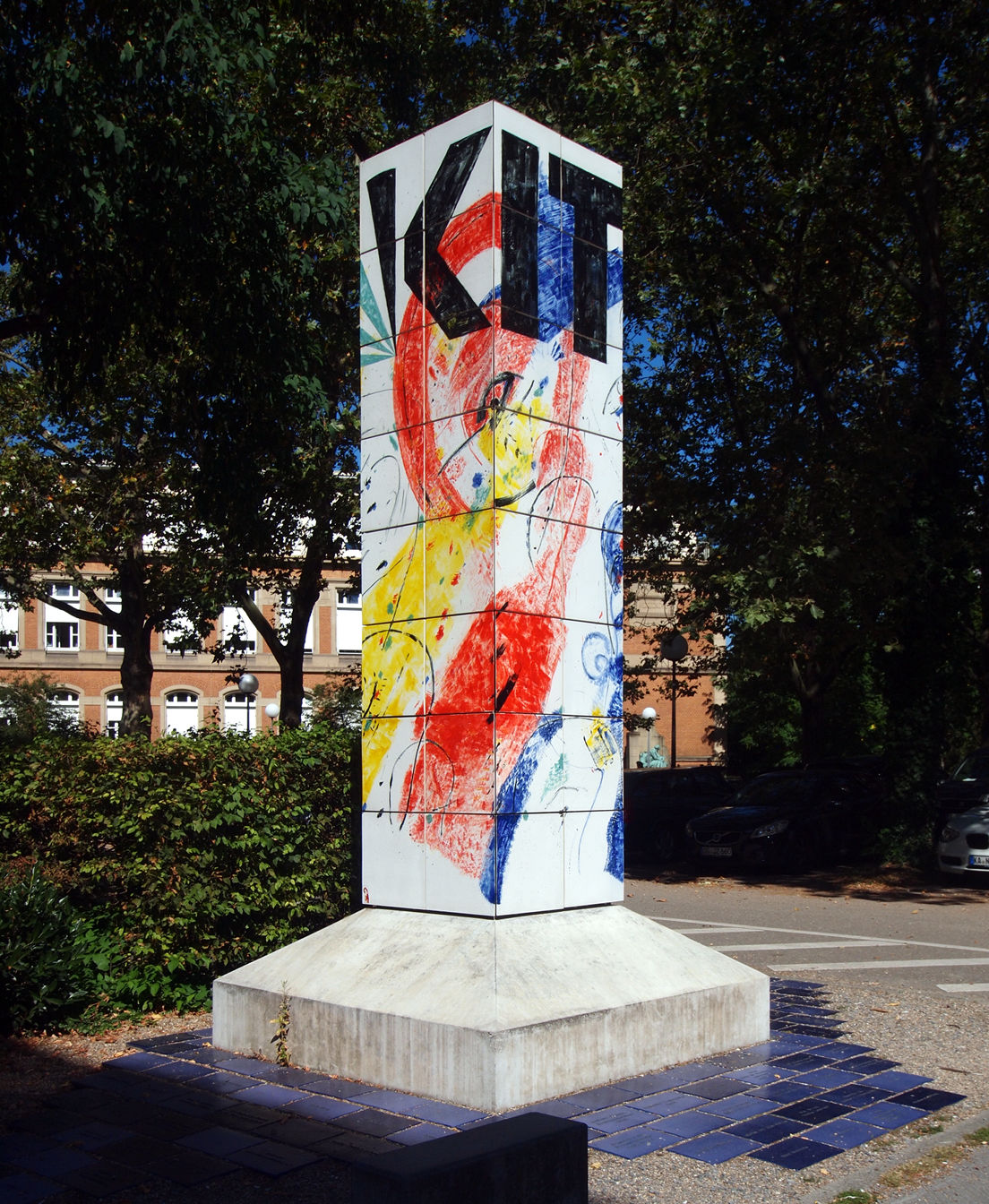
KIT Icon von Joachim Czichon, realisiert in der Majolika-Manufaktur 2013/2014

Nach der Gründung des Kernforschungszentrums 1956 entwickelte sich die Zusammenarbeit mit der Universität Karlsruhe zunächst in Form gemeinsamer Berufungen für Institutsleiter des Zentrums. Im Jahre 1964 wurde im Kernforschungszentrum ein Institutsgebäude für die Kernphysik errichtet, das seitdem die kernphysikalischen Institute beider Einrichtungen unter Nutzung einer gemeinsamen Infrastruktur beherbergt. Von der Universität wurde das Institut für Kernverfahrenstechnik auf dem Gelände des Zentrums errichtet, aus dem später das Institut für Mikrosystemtechnik hervorging. Mit dem Institut für Meteorologie und Klimaforschung wurde 1985 eine erste Fusion der Arbeitsbereiche der beiden Einrichtungen verwirklicht. Am 6. März 1996 wurde mit dem „Virtuellen Rechenzentrum“ zwischen Universität und Forschungszentrum das erste große, gemeinsame Projekt im Bereich „Wissenschaftliches Rechnen“ begonnen. Es vergingen jedoch weitere acht Jahre, bis Pläne zum engeren Zusammenschluss ausgereift waren.
Aus diesen Daten darf aber nicht geschlossen werden, dass der Zusammenschluss zum KIT die Folge eines langsamen Zusammenwachsens der beiden Einrichtungen gewesen sei. Ihr Verhältnis war oft durch Abgrenzungen und Wettstreit bestimmt. Hier spiegelte sich auch das grundsätzlich kritische Verhältnis der deutschen Universitäten zur Großforschung wider, welche dank der überwiegenden Finanzierung durch den Bund inzwischen ähnliche Forschungsaufgaben mit deutlich besserer Mittelausstattung durchführte. Das Forschungszentrum unterhielt nicht zuletzt deshalb seit den 1990er-Jahren vermehrt auch gemeinsame Berufungen mit den Universitäten Heidelberg, Freiburg, Stuttgart und Darmstadt, die zum Teil zu enger wissenschaftlicher Zusammenarbeit führten.
Eine neue Qualität erreichte die Zusammenarbeit im Jahre 1997, als durch einen Kooperationsvertrag zwischen dem Forschungszentrum und den Universitäten Karlsruhe und Straßburg eines der weltweit ersten Institute für Nanotechnologie (INT) errichtet wurde. Das INT vereint unter Leitung eines geschäftsführenden hauptamtlichen Direktors eine Vielzahl von Arbeitsgruppen aus jungen Wissenschaftlern, die jeweils von einem externen Professor der Universitäten Karlsruhe (überwiegend), Straßburg, später auch Darmstadt und weiterer Hochschulen geleitet wurden. Wurde diese Lösung, nach welcher mehrere Universitätsprofessoren ihre Arbeit auf beide Einrichtungen aufteilten, anfangs in der Universität noch bemängelt, zeigte sich schon bei der ersten Ausschreibung der sogenannten „Forschungszentren“ der Deutschen Forschungsgemeinschaft (DFG), dass die Bündelung der Kräfte von Universität und Forschungszentrum zu einer nationalen Spitzenstellung und internationaler Konkurrenzfähigkeit führen kann.
Seit dem Start der Exzellenzinitiative des Bundes im Januar 2004 setzte sich deshalb in den Leitungen der Universität und des Forschungszentrums die Meinung durch, dass eine Zusammenarbeit der beiden Einrichtungen aufgrund der räumlichen Nähe und der ähnlichen fachlichen Ausrichtung für beide Partner bedeutende Vorteile bringen könne. Hintergrund war auch die Aussicht, durch die Exzellenzinitiative jährliche Zuschüsse von bis zu 50 Millionen Euro erhalten zu können. Zunächst war dabei eine institutionelle Bündelung der gemeinsamen Forschungsbereiche geplant, da die Föderalismusreform im Juni 2005 mit der Bestätigung der Länderhoheit im Universitätsbereich den Gedanken einer institutionellen Zusammenarbeit der vom Bundesland Baden-Württemberg getragenen Universität Karlsruhe und des vom Bund getragenen Forschungszentrums Karlsruhe nicht aufkommen ließ. In den Vorbereitungen zur Teilnahme an der Exzellenzinitiative, bei der bis September 2005 die Unterlagen eingegangen sein mussten, wurde unter der Leitung des Prorektors Detlef Löhe aber bereits ein noch nicht näher bestimmtes Zukunftsprojekt KIT erwähnt. Als im Januar 2006 die Universität Karlsruhe von der DFG und dem Wissenschaftsrat zur Abgabe eines Vollantrags für die Exzellenzinitiative aufgefordert wurde, beschlossen der Rektor der Universität, Horst Hippler, und der Vorstandsvorsitzende des Forschungszentrums, Manfred Popp, trotz der voraussichtlichen Schwierigkeiten das ehrgeizigste Modell zur Zusammenarbeit, den vollständigen Zusammenschluss beider Einrichtungen, zum Gegenstand des Zukunftskonzepts für die Exzellenzinitiative zu machen. Frühere Ideen, auch die nahen Fraunhofer-Institute ISI und IITB einzubinden, wurden aufgrund der zu erwartenden Schwierigkeiten verworfen.
Die Gründung des Karlsruher Instituts für Technologie erfolgte am 11. April 2006 mit der Unterzeichnung des Gründungsvertrags, es unterzeichneten Horst Hippler und Dieter Ertmann auf Seiten der Universität sowie Manfred Popp und Sigurd Lettow für das Forschungszentrum. Der Öffentlichkeit und der Presse vorgestellt wurde das KIT zwei Wochen später am 25. April 2006. Die „institutionalisierte Zusammenarbeit“ der Partner begann am 1. Juli 2006; seit diesem Tag nutzen beide Einrichtungen das KIT-Logo auf ihrem offiziellen Briefpapier.
Am 13. Oktober 2006 wurde das Ergebnis der ersten Stufe der Exzellenzinitiative bekanntgegeben, wobei neben den beiden Universitäten in München (Ludwig-Maximilians-Universität München und Technische Universität München) auch die Universität Karlsruhe zur Siegerin erklärt wurde. Dies bestätigte den wissenschaftspolitischen Ansporn zur KIT-Gründung und erleichterte Bund, Land und Helmholtz-Gemeinschaft die Zustimmung zu der anfangs noch umstrittenen Idee des Zusammenschlusses der beiden Einrichtungen.
Der KIT-Gründungsvertrag als Binnenvereinbarung wurde schließlich am 13. Dezember 2007 zwischen dem Forschungszentrum Karlsruhe und der Universität Karlsruhe unterzeichnet. Darin verpflichteten sich die beiden Einrichtungspartner, das Projekt weiter voranzutreiben mit dem endgültigen Ziel der vollständigen Verschmelzung der beiden Einrichtungen. Dieser Vertrag wurde im Februar 2008 mit einem Festakt im Kongresszentrum Karlsruhe gefeiert, bei dem auch die Fachminister des Bundes und des Landes Baden-Württemberg anwesend waren.
Am 8. Juli 2009 hat der Landtag von Baden-Württemberg das KIT-Zusammenführungsgesetz entsprechend dem Gesetzentwurf der Landesregierung mit geringen Änderungen verabschiedet. Das Gesetz wurde am 14. Juli 2009 ausgefertigt und trat am 25. Juli 2009 in Kraft.
Das KIT wurde am 1. Oktober 2009 als eine Körperschaft des öffentlichen Rechts und zugleich „staatliche Einrichtung“ sui generis errichtet. Die eigenständigen Rechtspersonen der Universität und des Forschungszentrums endeten. Seit dem 1. Januar 2014 besitzt das KIT eine Satzung.

#### Namensgebung
Der Name des KIT lehnt sich an das Massachusetts Institute of Technology (MIT), eine der weltweit führenden technischen Universitäten, an. Da die Benennung einer Hochschule als Institut im deutschsprachigen Raum unüblich ist, wird der Name in der allgemeinen Öffentlichkeit vielfach nicht als der einer Technischen Universität wahrgenommen, zumindest außerhalb der Region.

#### Werbung und Öffentlichkeitsarbeit
Wie bei allen Neugründungen wurde auch beim KIT eine umfassende Werbe- und Informationskampagne Bestandteil der Öffentlichkeitsarbeit. Ziel war das Bekanntwerden des KIT auf internationaler und nationaler Ebene. Dabei wurden Zeitungsinserate, Plakate und das Internet genutzt. Zur offiziellen Eröffnung am 1. Oktober 2009 wurde ein Video produziert, das die Namens- sowie Wesensverwandtschaft zum MIT humoristisch verarbeitet. Die Akzeptanz des Videos war gespalten, insbesondere innerhalb des KIT. Das KIT unterhält auch eine Partnerschaft zur Ingenieurschule EIVP in Paris.

## Geographische Gliederung
Das KIT ist an verschiedenen Standorten in Karlsruhe und Umgebung angesiedelt. Diese sind der östlich von Leopoldshafen gelegene Campus Nord (ehemaliges Forschungszentrum), der in der Karlsruher Innenstadt gelegene Campus Süd (ehemalige Universität), der in Karlsruhe-Rintheim, nördlich des Hauptfriedhofes gelegene Campus Ost sowie der in der Nordweststadt gelegene Campus West (Westhochschule).
Ein Teil des bereits vor dem Zusammenschluss zum KIT von den beiden Partnern gemeinsam betriebenen Instituts für Meteorologie und Klimaforschung befindet sich in Garmisch-Partenkirchen („Campus Alpin“).
Weitere Standorte außerhalb der Karlsruher Umgebung befinden sich unter anderem in Dresden und Ulm.

### Campus Süd

Campus Süd

Der Campus Süd, die vormalige Universität, befindet sich am nördlichen Rand der Karlsruher Innenstadt, östlich des Karlsruher Schlosses. Weithin sichtbar ist das Hochhaus der Fakultät für Physik, das mit 14 Stockwerken das höchste Gebäude auf dem Campus ist. Weitere dominante Gebäude sind das Bauingenieur-Hochhaus direkt am Durlacher Tor, das Maschinenbau-Hochhaus an der Kaiserstraße und der Bibliotheksturm bei der Haupteinfahrt. In der Nähe des Schlosses finden sich die vier Wiwi-Bauten und das im selben architektonischem Stil gehaltene Rechenzentrum. Die ältesten Gebäude gruppieren sich um den Ehrenhof, wo neben der Verwaltung im Hauptgebäude, das Präsidium im renovierten Gebäude der ehemaligen Chemischen Technik, Teile der Fakultät für Maschinenbau im Alten Maschinenbau-Gebäude und auch der Tulla-Hörsaal mit dem AIFB im Tulla-Gebäude zuhause ist.

### Campus Nord

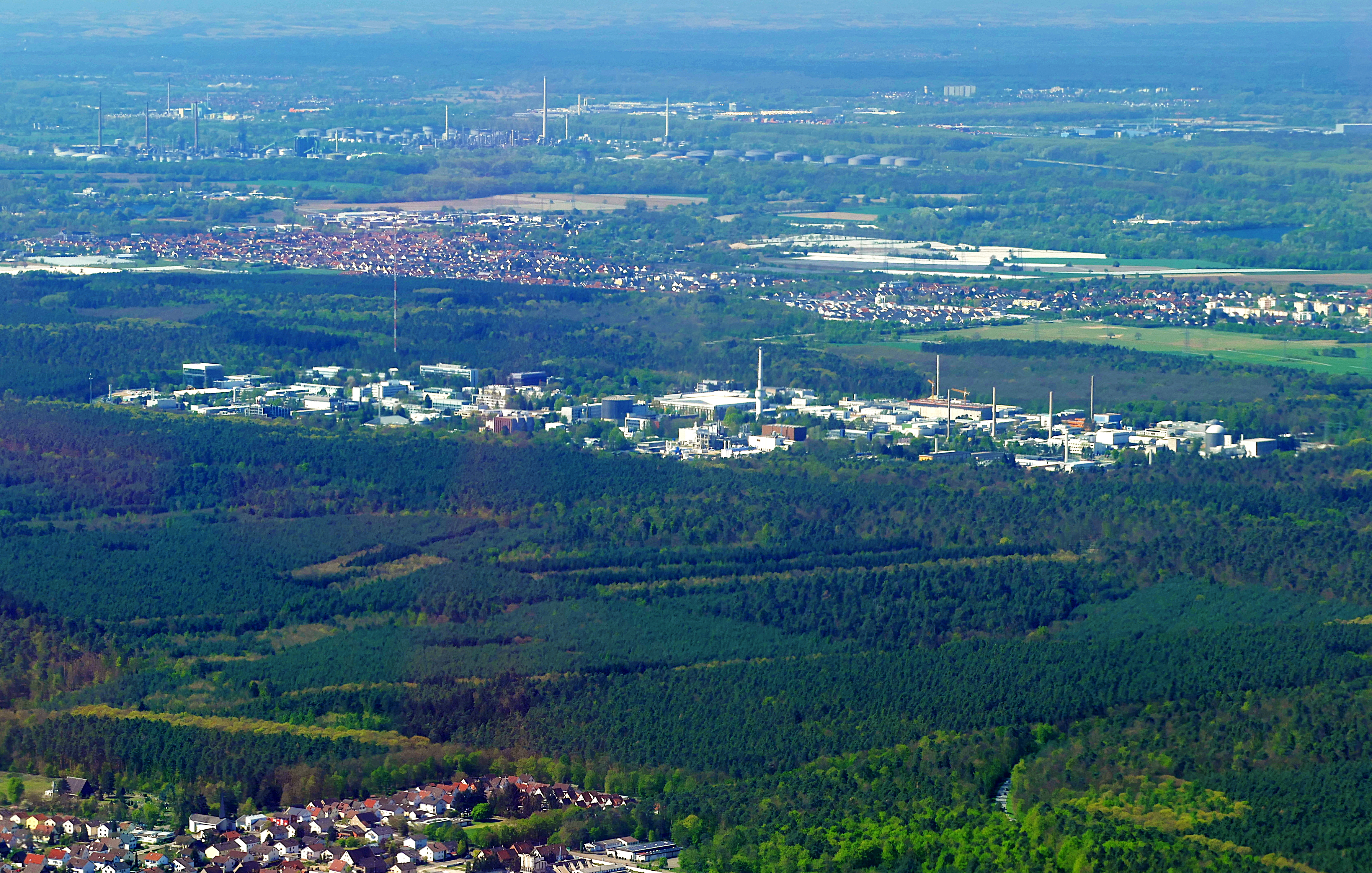
Luftbild des Campus Nord des Karlsruher Instituts für Technologie

Der Campus Nord, das ehemalige Kernforschungszentrum, liegt direkt an der nördlichen Stadtgrenze von Karlsruhe im Hardtwald (acht Kilometer zur Stadtmitte) auf dem Gebiet der Gemeinden Eggenstein-Leopoldshafen und Linkenheim-Hochstetten. Es nimmt eine Fläche von rund zwei Quadratkilometern ein. 2023 waren hier knapp 5.000 Personen beschäftigt.
In der auf dem Campus Nord gelegenen Wiederaufarbeitungsanlage Karlsruhe wurden bis Anfang des Jahres 2011 radioaktive Abfälle aus dem Rückbau gelagert. Zur Umwandlung dieses hochradioaktiven, selbsterhitzenden flüssigen Abfalls (mit insgesamt 16,5 Kilogramm Plutonium) aus dem Betrieb der inzwischen stillgelegten Wiederaufarbeitungsanlage in eine leichter zu handhabende feste Form wurde die Verglasungseinrichtung Karlsruhe (VEK) gebaut. Die Inbetriebnahme der „heißen Phase“ der Verglasung erfolgte Mitte des Jahres 2009. Unabhängig davon werden auf dem Gelände des ehemaligen FZK etwa 60.000 Tonnen schwach- und mittelradioaktive Abfälle gelagert, die maximalen Lagerfähigkeiten betragen 80.000 Tonnen. Weiterhin befindet sich das JRC Karlsruhe (ehemals Institut für Transurane) der Europäischen Kommission auf dem Campus Nord.

## Organisatorische Gliederung

### Präsidium des KIT
Mit dem Zusammenschluss beider Einrichtungen entstand die neue Führungsstruktur durch ein Präsidium aus zwei Präsidenten und vier Vizepräsidenten. Die Gründungspräsidenten waren Horst Hippler als ehemaliger Rektor der Universität und Eberhard Umbach als ehemaliger Vorstandsvorsitzender des Forschungszentrums. Von Mai 2012 bis September 2013 war Umbach alleiniger Präsident des KIT, nachdem Hippler als hauptamtlicher Präsident der Hochschulrektorenkonferenz ausschied. Von Oktober 2013 bis August 2023 leitete Holger Hanselka das KIT. Seit Oktober 2024 ist Jan Hesthaven Präsident des KIT.
Vizepräsidenten
- Digitalisierung und Nachhaltigkeit: Kora Kristof
- Finanzen, Personal und Infrastruktur: Stefan Schwartze
- Transfer und Internationales: Thomas Hirth
- Forschung, Lehre und Akademische Angelegenheiten: Oliver Kraft

### Aufsichtsrat
Die Mitglieder des Aufsichtsrates des KIT, die größtenteils seit dem 1. Oktober 2019 für vier Jahre bestimmt sind:
- Gerald Haug (Max-Planck-Institut für Chemie, Mainz)
- Michael Kaschke (Carl Zeiss AG, Oberkochen)
- Andreas Keller (Stellvertretender Vorsitzender der Gewerkschaft Erziehung und Wissenschaft, Frankfurt)
- Susanne Kunschert (Geschäftsführende Gesellschafterin der Pilz GmbH & Co. KG, Ostfildern)
- Catrin Misselhorn (Universität Göttingen)
- Anke-Susanne Müller (Karlsruher Institut für Technologie)
- Jörg Neugebauer (Max-Planck-Institut für Eisenforschung, Düsseldorf)
- Stefan Quandt, Großaktionär von BMW
- Ina Schieferdecker (Ministerialdirektorin im Bundesministerium für Bildung und Forschung)
- Kerstin Schill (Hanse-Wissenschaftskolleg, Delmenhorst)
- Simone Schwanitz (Ministerialdirigentin im Ministerium für Wissenschaft, Forschung und Kunst Baden-Württemberg, Stuttgart)

Vorsitzender des Aufsichtsrates ist Michael Kaschke.

## Lehre

### Fakultäten
Es gibt elf Fakultäten, an denen über 100 Studiengänge angeboten werden:
- Architektur
- Bauingenieur-, Geo- und Umweltwissenschaften
- Chemie und Biowissenschaften
- Chemieingenieurwesen und Verfahrenstechnik
- Elektrotechnik und Informationstechnik
- Geistes- und Sozialwissenschaften
- Informatik
- Mathematik
- Maschinenbau
- Physik
- Wirtschaftswissenschaften

### Institute
Es gibt 123 Institute am KIT:
| alphabetische Liste der Institute-am KIT                                                          |
| A                                                                                                 |
| ------------------------------------------------------------------------------------------------- |
| Archiv für Architektur und Ingenieurbau (SAAI)                                                    |
| Institut für Algebra und Geometrie (IAG)                                                          |
| Institut für Analysis (IANA)                                                                      |
| Institute for Advanced Membrane Technology (IAMT)                                                 |
| Institut für Angewandte Betriebswirtschaftslehre und Unternehmensführung (IBU)                    |
| Institut für Angewandte Biowissenschaften (IAB)                                                   |
| Institut für Angewandte Geowissenschaften (AGW)                                                   |
| Institut für Angewandte Informatik und Formale Beschreibungsverfahren (AIFB)                      |
| Institut für Angewandte Materialien (IAM)                                                         |
| Institut für Angewandte und Numerische Mathematik (IANM)                                          |
| Institut für Angewandte Physik (APH)                                                              |
| Institut für Angewandte Thermofluidik (IATF)                                                      |
| Institut für Anorganische Chemie (AOC)                                                            |
| Institut für Anthropomatik und Robotik (IAR)                                                      |
| Institut für Arbeitswissenschaft und Betriebsorganisation (IFAB)                                  |
| Institut für Astroteilchenphysik (IAP)                                                            |
| Institut für Automation und angewandte Informatik (IAI)                                           |
| B                                                                                                 |
| Institut für Baustatik (IBS)                                                                      |
| Institut für Berufspädagogik und Allgemeine Pädagogik (IBAP)                                      |
| Institut für Beschleunigerphysik und Technologie (IBPT)                                           |
| Institut für Biologische Grenzflächen (IBG)                                                       |
| Institut für Bio- und Lebensmitteltechnik (BLT)                                                   |
| Institut für Biologische und Chemische Systeme (IBCS)                                             |
| Institut für Biomedizinische Technik (IBT)                                                        |
| Institut für Bodenmechanik und Felsmechanik (IBF)                                                 |
| C                                                                                                 |
| Institut für Chemische Verfahrenstechnik (CVT)                                                    |
| Institute for Customer Insights (CIN)                                                             |
| E                                                                                                 |
| Elektrotechnisches Institut (ETI)                                                                 |
| Engler-Bunte-Institut (EBI)                                                                       |
| Institut für Elektroenergiesysteme und Hochspannungstechnik (IEH)                                 |
| Institut für Entrepreneurship, Technologiemanagement und Innovation (ENTECHNON)                   |
| Institut für Entwerfen, Kunst und Theorie (EKUT)                                                  |
| Institut für Entwerfen und Bautechnik (IEB)                                                       |
| Institut für Entwerfen von Stadt und Landschaft (IESL)                                            |
| Institut für Experimentelle Teilchenphysik (ETP)                                                  |
| F                                                                                                 |
| Institut für Fahrzeugsystemtechnik (FAST)                                                         |
| Institut für Finanzwirtschaft, Banken und Versicherungen (FBV)                                    |
| Institut für Fördertechnik und Logistiksysteme (IFL)                                              |
| Institut für Funktionelle Grenzflächen (IFG)                                                      |
| G                                                                                                 |
| Geodätisches Institut (GIK)                                                                       |
| Geophysikalisches Institut (GPI)                                                                  |
| Institut für Geographie und Geoökologie (IFGG)                                                    |
| Institut für Germanistik: Literatur, Sprache, Medien (GER)                                        |
| H                                                                                                 |
| Helmholtz-Institut Ulm für Elektrochemische Energiespeicherung (HIU)                              |
| Institut für Hochleistungsimpuls- und Mikrowellentechnik (IHM)                                    |
| Institut für Hochfrequenztechnik und Elektronik (IHE)                                             |
| I                                                                                                 |
| Institut für Industriebetriebslehre und Industrielle Produktion (IIP)                             |
| Institut für Industrielle Informationstechnik (IIIT)                                              |
| Institut für Informationsmanagement im Ingenieurwesen (IMI)                                       |
| Institut für Informations- und Wirtschaftsrecht (IIWR)                                            |
| Institut für Informationssicherheit und Verlässlichkeit (KASTEL)                                  |
| J                                                                                                 |
| Joseph Gottlieb Kölreuter Institut für Pflanzenwissenschaften (JKIP)                              |
| K                                                                                                 |
| Institut für Katalyseforschung und -technologie (IKFT)                                            |
| Institut für Kolbenmaschinen (IFKM)                                                               |
| Institut Kunst- und Baugeschichte (IKB)                                                           |
| Karlsruhe Service Research Institute (KSRI)                                                       |
| L                                                                                                 |
| Laboratorium für Applikationen der Synchrotronstrahlung (LAS)                                     |
| Laboratorium für Elektronenmikroskopie (LEM)                                                      |
| Lichttechnisches Institut (LTI)                                                                   |
| M                                                                                                 |
| Institut für Massivbau und Baustofftechnologie (IMB)                                              |
| Institut für Mechanik (IFM)                                                                       |
| Institut für Mechanische Verfahrenstechnik und Mechanik (MVM)                                     |
| Institut für Meteorologie und Klimaforschung Atmosphärische Aerosolforschung (IMKAAF)             |
| Institut für Meteorologie und Klimaforschung Atmosphärische Spurengase und Fernerkundung (IMKASF) |
| Institut für Meteorologie und Klimaforschung Atmosphärische Umweltforschung (IMKIFU)              |
| Institut für Meteorologie und Klimaforschung Troposphärenforschung (IMKTRO)                       |
| Institut für Mess- und Regelungstechnik (MRT)                                                     |
| Institut für Mikro- und Nanoelektronische Systeme (IMS)                                           |
| Institut für Mikrostrukturtechnik (IMT)                                                           |
| Institut für Mikroverfahrenstechnik (IMVT)                                                        |
| N                                                                                                 |
| Institut für Nachrichtentechnik (CEL)                                                             |
| Institut für Nanotechnologie (INT)                                                                |
| Institut für Neutronenphysik und Reaktortechnik (INR)                                             |
| Institut für Nukleare Entsorgung (INE)                                                            |
| O                                                                                                 |
| Institut für Operations Research (IOR)                                                            |
| Institut für Organische Chemie (IOC)                                                              |
| P                                                                                                 |
| Institut für Photogrammetrie und Fernerkundung (IPF)                                              |
| Institut für Photonenforschung und Synchrotronstrahlung (IPS)                                     |
| Institut für Photonik und Quantenelektronik (IPQ)                                                 |
| Institut für Physikalische Chemie (IPC)                                                           |
| Institut für Produktentwicklung (IPEK)                                                            |
| Institut für Produktionstechnik (WBK)                                                             |
| Institut für Programmstrukturen und Datenorganisation (IPD)                                       |
| Institut für Prozessdatenverarbeitung und Elektronik (IPE)                                        |
| Physikalisches Institut (PHI)                                                                     |
| Q                                                                                                 |
| Institut für Quantenmaterialien und Technologien (IQMT)                                           |
| R                                                                                                 |
| Institut für Regelungs- und Steuerungssysteme (IRS)                                               |
| Institut für Regionalwissenschaft (IFR)                                                           |
| S                                                                                                 |
| Institut für Schulpädagogik und Didaktik (ISD)                                                    |
| Institut für Soziologie, Medien- und Kulturwissenschaften (ISMK)                                  |
| Institut für Sport und Sportwissenschaft (IFSS)                                                   |
| Institut für Statistik (STAT)                                                                     |
| Institut für Stochastik (STOCH)                                                                   |
| Institut für Straßen- und Eisenbahnwesen (ISE)                                                    |
| Institut für Strömungsmechanik (ISTM)                                                             |
| T                                                                                                 |
| Institut für Technik der Informationsverarbeitung (ITIV)                                          |
| Institut für Technikfolgenabschätzung und Systemanalyse (ITAS)                                    |
| Institut für Technikzukünfte (ITZ)                                                                |
| Institut für Technische Chemie (ITC)                                                              |
| Institut für Technische Chemie und Polymerchemie (ITCP)                                           |
| Institut für Technische Informatik (ITEC)                                                         |
| Institut für Technische Mechanik (ITM)                                                            |
| Institut für Technische Physik (ITEP)                                                             |
| Institut für Technische Thermodynamik (ITT)                                                       |
| Institut für Technische Thermodynamik und Kältetechnik (ITTK)                                     |
| Institut für Technologie und Management im Baubetrieb (TMB)                                       |
| Institut für Telematik (TM)                                                                       |
| Institut für Theoretische Festkörperphysik (TFP)                                                  |
| Institut für Theoretische Informatik (ITI)                                                        |
| Institut für Theoretische Physik (ITP)                                                            |
| Institut für Theoretische Teilchenphysik (TTP)                                                    |
| Institut für Theorie der Kondensierten Materie (TKM)                                              |
| Institut für Thermische Energietechnik und Sicherheit (ITES)                                      |
| Institut für Thermische Strömungsmaschinen (ITS)                                                  |
| Institut für Thermische Verfahrenstechnik (TVT)                                                   |
| V                                                                                                 |
| Institut für Verkehrswesen (IFV)                                                                  |
| Institut für Visualisierung und Datenanalyse (IVD)                                                |
| Institut für Volkswirtschaftslehre (ECON)                                                         |
| Versuchsanstalt für Stahl, Holz und Steine (VAKA)                                                 |
| W                                                                                                 |
| Institut für Wasser und Umwelt (IWU)                                                              |
| Institut für Wirtschaftsinformatik (WIN)                                                          |
| Z                                                                                                 |
| Zoologisches Institut (ZOO)                                                                       |

Zur Ansicht der Tabellen rechts auf [Ausklappen] drücken.

### Studiengänge
Zu den größten zulassungsbeschränkten Studiengängen bezogen auf die Studienplätze pro Jahr gehören die Bachelorstudiengänge Maschinenbau (525), Wirtschaftsingenieurwesen (505), Wirtschaftsinformatik (167), Architektur (156), Biologie (120) und Mechatronik und Informationstechnik (100) sowie die Masterstudiengänge Wirtschaftsingenieurwesen (335), Informatik (253) und Elektro- und Informationstechnik (230). Bauingenieurwesen, Physik und Chemie- und Verfahrenstechnik sind die größten zulassungsfreien Bachelorstudiengänge am KIT.
Die Studierendenanzahl von 22.761 verteilen sich auf die Fächergruppen im WS 2024/25 wie folgt: Ingenieurwissenschaften (13.631), Mathematik, Naturwissenschaften (4.240), Rechts-, Wirtschafts- und Sozialwissenschaften (3.163), Geisteswissenschaften (896), Sport, Kunst und andere (831). Im WS 2024/25 waren 5.247 ausländische Studierende am KIT eingeschrieben.
| Liste der Bachelor-Studiengänge                |
| A                                              |
| ---------------------------------------------- |
| Angewandte Geowissenschaften                   |
| Angewandte Umweltinformatik und Erdbeobachtung |
| Architektur                                    |
| B                                              |
| Bauingenieurwesen                              |
| Bioingenieurwesen                              |
| Biologie                                       |
| C                                              |
| Chemie                                         |
| Chemieingenieurwesen und Verfahrenstechnik     |
| Chemische Biologie                             |
| Computational and Data Science                 |
| D                                              |
| Digital Economics                              |
| E                                              |
| Elektro- und Informationstechnik               |
| G                                              |
| Geodäsie und Geoinformatik                     |
| Geoökologie                                    |
| Geophysik                                      |
| Germanistik                                    |
| I                                              |
| Informatik                                     |
| Ingenieurpädagogik                             |
| K                                              |
| Kunstgeschichte                                |
| L                                              |
| Lebensmittelchemie                             |
| Liberal Arts and Sciences                      |
| M                                              |
| Maschinenbau                                   |
| Materialwissenschaft und Werkstofftechnik      |
| Mathematik                                     |
| Mechanical Engineering (International)         |
| Mechatronik und Informationstechnik            |
| Medizintechnik                                 |
| Meteorologie und Klimaphysik                   |
| P                                              |
| Pädagogik                                      |
| Physik                                         |
| S                                              |
| Sportwissenschaft                              |
| T                                              |
| Technomathematik                               |
| W                                              |
| Wirtschaftsinformatik                          |
| Wirtschaftsingenieurwesen I                    |
| Wirtschaftsmathematik                          |

| Liste der Master-Studiengänge                                              |
| A                                                                          |
| -------------------------------------------------------------------------- |
| Angewandte Geowissenschaften                                               |
| Architektur                                                                |
| B                                                                          |
| Bauingenieurwesen                                                          |
| Bioingenieurwesen                                                          |
| Biologie                                                                   |
| Biomedical Engineering                                                     |
| C                                                                          |
| Chemie                                                                     |
| Chemieingenieurwesen und Verfahrenstechnik                                 |
| Chemische Biologie                                                         |
| Computer Science                                                           |
| D                                                                          |
| Digital Economics                                                          |
| E                                                                          |
| Electrical Engineering and Information Technology                          |
| Energy Engineering and Management (Weiterbildungsstudiengang)              |
| Europäische Kultur und Ideengeschichte (EUKLID)                            |
| F                                                                          |
| Financial Engineering (Weiterbildungsstudiengang)                          |
| Funktionaler und Konstruktiver Ingenieurbau-Engineering Structures         |
| G                                                                          |
| Geodäsie und Geoinformatik                                                 |
| Geoökologie                                                                |
| Geophysics                                                                 |
| Germanistik                                                                |
| I                                                                          |
| Information Systems Engineering and Management (Weiterbildungsstudiengang) |
| Informatik                                                                 |
| Ingenieurpädagogik                                                         |
| K                                                                          |
| Kunstgeschichte                                                            |
| L                                                                          |
| Lebensmittelchemie                                                         |
| M                                                                          |
| Management of Product Development (Weiterbildungsstudiengang)              |
| Maschinenbau                                                               |
| Materialwissenschaft und Werkstofftechnik                                  |
| Mathematik                                                                 |
| Mechatronics and Information Technology                                    |
| Meteorology and Climate Physics                                            |
| Mobilität und Infrastruktur                                                |
| Mobility Systems Engineering and Management (Weiterbildungsstudiengang)    |
| O                                                                          |
| Optics and Photonics                                                       |
| P                                                                          |
| Pädagogik                                                                  |
| Physics                                                                    |
| Production and Operations Management (Weiterbildungsstudiengang)           |
| R                                                                          |
| Regionalwissenschaft / Raumplanung                                         |
| Remote Sensing and Geoinformatics                                          |
| S                                                                          |
| Sportwissenschaft                                                          |
| T                                                                          |
| Technologie und Management im Baubetrieb                                   |
| Technomathematik                                                           |
| W                                                                          |
| Water Science and Engineering                                              |
| Wirtschaftsinformatik                                                      |
| Wirtschaftsingenieurwesen                                                  |
| Wirtschaftsmathematik                                                      |
| Wissenschaft-Medien-Kommunikation                                          |

| Liste der Lehramts-Studiengänge                          |
| B                                                        |
| -------------------------------------------------------- |
| Biologie Hauptfach/Erweiterungsfach                      |
| C                                                        |
| Chemie Hauptfach/Erweiterungsfach                        |
| D                                                        |
| Deutsch Hauptfach/Erweiterungsfach                       |
| G                                                        |
| Geographie Hauptfach/Erweiterungsfach                    |
| I                                                        |
| Informatik Hauptfach/Erweiterungsfach                    |
| M                                                        |
| Mathematik Hauptfach/Erweiterungsfach                    |
| N                                                        |
| Naturwissenschaft und Technik Hauptfach/Erweiterungsfach |
| P                                                        |
| Philosophie / Ethik Hauptfach/Erweiterungsfach           |
| Physik Hauptfach/Erweiterungsfach                        |
| S                                                        |
| Sport Hauptfach/Erweiterungsfach                         |

Zur Ansicht der Tabellen rechts auf [Ausklappen] drücken.

### Professuren
Eine Untersuchung des Verbraucherschutzvereins Berlin/Brandenburg im Jahr 2023 ergab, dass das Karlsruher Institut für Technologie mit einem Anteil von nur 16,36 Prozent den kleinsten Frauenanteil unter den Professuren aller untersuchten 42 Hochschulen aufwies.

## Studentisches Leben

### Entwicklung der Studentenzahlen

Studierende am Karlsruher Institut für Technologie (KIT) von 1986 bis 2014

Mit 21.782 Studenten waren im Wintersemester 1992/1993 vorerst die meisten Studenten an der Universität Karlsruhe eingeschrieben. In den folgenden Jahren sank die Anzahl der Studenten stetig, wobei im Wintersemester 1999/2000 der Tiefstwert von 14.379 Studenten erreicht wurde.
Seitdem steigt die Zahl der Studierenden wieder an; im Wintersemester 2012/2013 sind 23.905 Studenten eingeschrieben, was einen historischen Höchstwert bedeutet. Davon sind 6422 oder 26,9 Prozent Frauen, was der geringsten Quote aller TU9-Universitäten in Deutschland entspricht. Es begannen im Wintersemester 2021/22 knapp 4750 Studentinnen und Studenten ihr Studium am KIT.

### Hochschulpolitik
| Wahlen der Verfassten Studierendenschaft (ab 2013) | Wahlen der Verfassten Studierendenschaft (ab 2013) | Wahlen der Verfassten Studierendenschaft (ab 2013) | Wahlen der Verfassten Studierendenschaft (ab 2013) | Wahlen der Verfassten Studierendenschaft (ab 2013) | Wahlen der Verfassten Studierendenschaft (ab 2013) | Wahlen der Verfassten Studierendenschaft (ab 2013) | Wahlen der Verfassten Studierendenschaft (ab 2013) | Wahlen der Verfassten Studierendenschaft (ab 2013) | Wahlen der Verfassten Studierendenschaft (ab 2013) | Wahlen der Verfassten Studierendenschaft (ab 2013) | Wahlen der Verfassten Studierendenschaft (ab 2013) | Wahlen der Verfassten Studierendenschaft (ab 2013) | Wahlen der Verfassten Studierendenschaft (ab 2013) | Wahlen der Verfassten Studierendenschaft (ab 2013) | Wahlen der Verfassten Studierendenschaft (ab 2013) | Wahlen der Verfassten Studierendenschaft (ab 2013) | Wahlen der Verfassten Studierendenschaft (ab 2013) | Wahlen der Verfassten Studierendenschaft (ab 2013) | Wahlen der Verfassten Studierendenschaft (ab 2013) | Wahlen der Verfassten Studierendenschaft (ab 2013) | Wahlen der Verfassten Studierendenschaft (ab 2013) | Wahlen der Verfassten Studierendenschaft (ab 2013) | Wahlen der Verfassten Studierendenschaft (ab 2013) | Wahlen der Verfassten Studierendenschaft (ab 2013) |
| Liste                                              | 2013                                               | 2013                                               | 2014                                               | 2014                                               | 2015                                               | 2015                                               | 2016                                               | 2016                                               | 2017                                               | 2017                                               | 2018                                               | 2018                                               | 2019                                               | 2019                                               | 2020                                               | 2020                                               | 2021                                               | 2021                                               | 2022                                               | 2022                                               | 2023                                               | 2023                                               | 2024                                               | 2024                                               |
| Liste                                              | %                                                  | Sitze                                              | %                                                  | Sitze                                              | %                                                  | Sitze                                              | %                                                  | Sitze                                              | %                                                  | Sitze                                              | %                                                  | Sitze                                              | %                                                  | Sitze                                              | %                                                  | Sitze                                              | %                                                  | Sitze                                              | %                                                  | Sitze                                              | %                                                  | Sitze                                              | %                                                  | Sitze                                              |
| -------------------------------------------------- | -------------------------------------------------- | -------------------------------------------------- | -------------------------------------------------- | -------------------------------------------------- | -------------------------------------------------- | -------------------------------------------------- | -------------------------------------------------- | -------------------------------------------------- | -------------------------------------------------- | -------------------------------------------------- | -------------------------------------------------- | -------------------------------------------------- | -------------------------------------------------- | -------------------------------------------------- | -------------------------------------------------- | -------------------------------------------------- | -------------------------------------------------- | -------------------------------------------------- | -------------------------------------------------- | -------------------------------------------------- | -------------------------------------------------- | -------------------------------------------------- | -------------------------------------------------- | -------------------------------------------------- |
| FiPS                                               | 7,9                                                | 2                                                  | 25,2                                               | 7                                                  | 27,4                                               | 8                                                  | 27,8                                               | 7                                                  | 36,4                                               | 10                                                 | 26,7                                               | 7                                                  | 17,8                                               | 5                                                  | 11,16                                              | 4                                                  | 11,2                                               | 3                                                  | 7,29                                               | 2                                                  | 12,1                                               | 3                                                  | 8,18                                               | 2                                                  |
| GAL/Campusgrün                                     | 17,9                                               | 4                                                  | 12,4                                               | 3                                                  |                                                    |                                                    |                                                    |                                                    |                                                    |                                                    |                                                    |                                                    | 23,5                                               | 6                                                  | 17,68                                              | 6                                                  | 13,5                                               | 3                                                  | 18,5                                               | 5                                                  |                                                    |                                                    |                                                    |                                                    |
| Juso-HSG                                           | 21,3                                               | 6                                                  | 17,0                                               | 5                                                  | 17,2                                               | 5                                                  | 17,5                                               | 5                                                  | 13,2                                               | 3                                                  | 24,0                                               | 6                                                  | 17,2                                               | 5                                                  | 9,5                                                | 3                                                  | 15,9                                               | 4                                                  | 12,3                                               | 3                                                  | 14,3                                               | 3                                                  | 12,4                                               | 3                                                  |
| LHG                                                | 5,4                                                | 1                                                  | 6,7                                                | 2                                                  | 8,5                                                | 2                                                  | 15,3                                               | 4                                                  | 12,6                                               | 3                                                  | 11,6                                               | 3                                                  | 5,73                                               | 1                                                  | 6,93                                               | 3                                                  | 10,1                                               | 3                                                  | 9,41                                               | 2                                                  | 7,05                                               | 2                                                  | 9,45                                               | 2                                                  |
| Die LISTE                                          | 5,1                                                | 1                                                  | 6,0                                                | 2                                                  | 7,7                                                | 2                                                  | 8,77                                               | 2                                                  | 8,8                                                | 2                                                  | 8,9                                                | 2                                                  | 11,5                                               | 3                                                  | 4,87                                               | 2                                                  | 5,3                                                | 1                                                  | 6,48                                               | 2                                                  | 7,45                                               | 2                                                  | 6,22                                               | 2                                                  |
| LuSt                                               | 12,3                                               | 3                                                  | 5,5                                                | 1                                                  | 12,1                                               | 3                                                  |                                                    |                                                    |                                                    |                                                    |                                                    |                                                    |                                                    |                                                    |                                                    |                                                    |                                                    |                                                    |                                                    |                                                    |                                                    |                                                    |                                                    |                                                    |
| PIRATEN                                            | 9,2                                                | 2                                                  | 6,8                                                | 2                                                  |                                                    |                                                    |                                                    |                                                    |                                                    |                                                    |                                                    |                                                    |                                                    |                                                    |                                                    |                                                    |                                                    |                                                    |                                                    |                                                    |                                                    |                                                    |                                                    |                                                    |
| RCDS                                               | 21,0                                               | 5                                                  | 12,0                                               | 3                                                  | 10,3                                               | 3                                                  | 11,3                                               | 3                                                  | 6,2                                                | 2                                                  | 7,3                                                | 2                                                  | 7,58                                               | 2                                                  | 7,72                                               | 3                                                  | 9,7                                                | 2                                                  |                                                    |                                                    | 9,6                                                | 2                                                  | 12,80                                              | 3                                                  |
| Die Linke.SDS                                      |                                                    |                                                    |                                                    |                                                    | 5,1                                                | 1                                                  | 9,7                                                | 3                                                  | 12,3                                               | 3                                                  | 17,0                                               | 5                                                  | 7,68                                               | 2                                                  | 6,1                                                | 2                                                  | 7,5                                                | 2                                                  | 13,7                                               | 3                                                  | 27,8                                               | 7                                                  | 23,92                                              | 6                                                  |
| Rosa Liste                                         |                                                    |                                                    |                                                    |                                                    | 4,3                                                | 1                                                  | 4,74                                               | 1                                                  | 5,65                                               | 2                                                  |                                                    |                                                    |                                                    |                                                    |                                                    |                                                    |                                                    |                                                    |                                                    |                                                    |                                                    |                                                    |                                                    |                                                    |
| IYSSE                                              |                                                    |                                                    |                                                    |                                                    |                                                    |                                                    |                                                    |                                                    |                                                    |                                                    |                                                    |                                                    | 3,89                                               | 1                                                  | 1,01                                               | 0                                                  |                                                    |                                                    |                                                    |                                                    |                                                    |                                                    |                                                    |                                                    |
| HuRa                                               |                                                    |                                                    |                                                    |                                                    |                                                    |                                                    |                                                    |                                                    |                                                    |                                                    |                                                    |                                                    |                                                    |                                                    | 6,16                                               | 2                                                  | 10,7                                               | 3                                                  | 6,42                                               | 2                                                  |                                                    |                                                    |                                                    |                                                    |
| Volt                                               |                                                    |                                                    |                                                    |                                                    |                                                    |                                                    |                                                    |                                                    |                                                    |                                                    |                                                    |                                                    |                                                    |                                                    |                                                    |                                                    | 16,0                                               | 4                                                  | 17,0                                               | 4                                                  | 10,7                                               | 3                                                  | 27,04                                              | 7                                                  |
| BIER                                               |                                                    |                                                    |                                                    |                                                    |                                                    |                                                    |                                                    |                                                    |                                                    |                                                    |                                                    |                                                    |                                                    |                                                    |                                                    |                                                    |                                                    |                                                    | 6,42                                               | 2                                                  |                                                    |                                                    |                                                    |                                                    |
| HC gutes Pferd                                     |                                                    |                                                    |                                                    |                                                    |                                                    |                                                    |                                                    |                                                    |                                                    |                                                    |                                                    |                                                    |                                                    |                                                    |                                                    |                                                    |                                                    |                                                    |                                                    |                                                    | 11,1                                               | 3                                                  |                                                    |                                                    |
| Wahlbeteiligung                                    | 21,5 %                                             | 21,5 %                                             | 17,7 %                                             | 17,7 %                                             | 17,7 %                                             | 17,7 %                                             | 15,8 %                                             | 15,8 %                                             | 13,2 %                                             | 13,2 %                                             | 15,2 %                                             | 15,2 %                                             | 13,3 %                                             | 13,3 %                                             | 26,61 %                                            | 26,61 %                                            | 16,19 %                                            | 16,19 %                                            | 7,96 %                                             | 7,96 %                                             | 9,53 %                                             | 9,53 %                                             | 8,33 %                                             | 8,33 %                                             |

Bis 1977 existierte die verfasste Studentenschaft auch an der Universität Karlsruhe. Damals wurde sie von der Landesregierung unter Ministerpräsident Hans Filbinger (CDU) abgeschafft. An ihre Stelle trat eine Unabhängige Studierendenschaft, welche weitgehend die bisherigen demokratischen Strukturen übernahm. Es existierte damit weiterhin ein parlamentarisches System mit einem Studierendenparlament und nun einem Unabhängigen Studierendenausschuss (UStA) als ausführendem Organ. Rechts unten sind die Ergebnisse der unabhängigen Studierendenparlamentswahlen ab 2003 festgehalten. Die Wahlbeteiligung lag dabei stets zwischen 18 Prozent und 23 Prozent. Es treten sowohl parteinahe Gruppen (zum Beispiel Jusos, RCDS) als auch Listen ohne Parteibezug wie die „Liste unabhängiger Studierender“ (LuSt), die Liste „FachschaftlerInnen in das Parlament der Studierendenschaft“ (FiPS) und die „Grüne Alternative Liste“ (GAL) an. Die grün-rote Landesregierung verabschiedete 2012 ein Gesetz zur Wiedereinführung der Verfassten Studierendenschaft. Die Studierendenschaft arbeitete daraufhin eine Organisationssatzung aus, die sie im Januar 2013 in einer Urabstimmung mit 95,9 Prozent Zustimmung beschloss. Vom 10. bis 14. Juni 2013 konnten dann schließlich in den Wahlen zur Verfassten Studierendenschaft dessen erstes Studierendenparlament sowie die Fachschaftsvorstände gewählt werden, wodurch die Wahlen vom Winter- auf das Sommersemester verlegt wurden. Die Verfasste Studierendenschaft hat sich am 30. Oktober 2013 rechtswirksam konstituiert und erhebt seit 2014 eigene Beiträge. Die Wahlbeteiligung sank bis 2017 kontinuierlich und erreichte mit 13,2 Prozent einen Tiefpunkt.
Neben dem Studierendenparlament gab es im unabhängigen Modell dreizehn Fachschaften, welche die Studierenden auf Fakultätsebene vertreten. Manche der Fachschaften sind als eingetragener Verein organisiert. Bei den Wahlen der Fachschaftsvertreter lag die Wahlbeteiligung bei bis zu 41 Prozent. Die Fachschaften sind auch in der Verfassten Studierendenschaft festgeschrieben.
Seit 2012 gibt es einen Förderverein der Studierendenschaft, der Mittel für die Unterstützung studentischer Gruppen und deren ehrenamtliches Engagement sammelt. Im Jahre 2014 wurden insgesamt 4.000 Euro Fördermittel an Hochschulgruppen bereitgestellt.
| Wahlen der Unabhängigen Studierendenschaft (1977–2013) | Wahlen der Unabhängigen Studierendenschaft (1977–2013) | Wahlen der Unabhängigen Studierendenschaft (1977–2013) | Wahlen der Unabhängigen Studierendenschaft (1977–2013) | Wahlen der Unabhängigen Studierendenschaft (1977–2013) | Wahlen der Unabhängigen Studierendenschaft (1977–2013) | Wahlen der Unabhängigen Studierendenschaft (1977–2013) | Wahlen der Unabhängigen Studierendenschaft (1977–2013) | Wahlen der Unabhängigen Studierendenschaft (1977–2013) | Wahlen der Unabhängigen Studierendenschaft (1977–2013) | Wahlen der Unabhängigen Studierendenschaft (1977–2013) | Wahlen der Unabhängigen Studierendenschaft (1977–2013) | Wahlen der Unabhängigen Studierendenschaft (1977–2013) | Wahlen der Unabhängigen Studierendenschaft (1977–2013) | Wahlen der Unabhängigen Studierendenschaft (1977–2013) | Wahlen der Unabhängigen Studierendenschaft (1977–2013) | Wahlen der Unabhängigen Studierendenschaft (1977–2013) | Wahlen der Unabhängigen Studierendenschaft (1977–2013) | Wahlen der Unabhängigen Studierendenschaft (1977–2013) | Wahlen der Unabhängigen Studierendenschaft (1977–2013) | Wahlen der Unabhängigen Studierendenschaft (1977–2013) | Wahlen der Unabhängigen Studierendenschaft (1977–2013) | Wahlen der Unabhängigen Studierendenschaft (1977–2013) |
| Liste                                                  | 2003                                                   | 2003                                                   | 2004                                                   | 2004                                                   | 2005                                                   | 2005                                                   | 2006                                                   | 2006                                                   | 2007                                                   | 2007                                                   | 2008                                                   | 2008                                                   | 2009                                                   | 2009                                                   | 2010                                                   | 2010                                                   | 2011                                                   | 2011                                                   | 2012                                                   | 2012                                                   | 2013                                                   | 2013                                                   |
| Liste                                                  | %                                                      | Sitze                                                  | %                                                      | Sitze                                                  | %                                                      | Sitze                                                  | %                                                      | Sitze                                                  | %                                                      | Sitze                                                  | %                                                      | Sitze                                                  | %                                                      | Sitze                                                  | %                                                      | Sitze                                                  | %                                                      | Sitze                                                  | %                                                      | Sitze                                                  | %                                                      | Sitze                                                  |
| ------------------------------------------------------ | ------------------------------------------------------ | ------------------------------------------------------ | ------------------------------------------------------ | ------------------------------------------------------ | ------------------------------------------------------ | ------------------------------------------------------ | ------------------------------------------------------ | ------------------------------------------------------ | ------------------------------------------------------ | ------------------------------------------------------ | ------------------------------------------------------ | ------------------------------------------------------ | ------------------------------------------------------ | ------------------------------------------------------ | ------------------------------------------------------ | ------------------------------------------------------ | ------------------------------------------------------ | ------------------------------------------------------ | ------------------------------------------------------ | ------------------------------------------------------ | ------------------------------------------------------ | ------------------------------------------------------ |
| FiPS                                                   | 16,8                                                   | 4                                                      | 17,6                                                   | 4                                                      | 24,3                                                   | 6                                                      | 20,4                                                   | 5                                                      | 13,8                                                   | 3                                                      | 25,6                                                   | 6                                                      | 21,2                                                   | 5                                                      | 14,9                                                   | 4                                                      | -                                                      | -                                                      | 5,0                                                    | 1                                                      | -                                                      | -                                                      |
| RCDS                                                   | 18,1                                                   | 5                                                      | 16,6                                                   | 4                                                      | 17,0                                                   | 4                                                      | 14,6                                                   | 4                                                      | 14,6                                                   | 4                                                      | 15,1                                                   | 4                                                      | 17,2                                                   | 4                                                      | 15,9                                                   | 4                                                      | 20,5                                                   | 5                                                      | 20,7                                                   | 5                                                      | 24,2                                                   | 6                                                      |
| LHG                                                    | 24,7                                                   | 6                                                      | 20,2                                                   | 5                                                      | 16,8                                                   | 4                                                      | 24,6                                                   | 6                                                      | 17,9                                                   | 4                                                      | 14,6                                                   | 4                                                      | 16,9                                                   | 4                                                      | 10,8                                                   | 3                                                      | 8,2                                                    | 2                                                      | 7,9                                                    | 2                                                      | 3,0                                                    | 1                                                      |
| Jusos                                                  | 7,5                                                    | 2                                                      | 9,7                                                    | 3                                                      | 11,3                                                   | 3                                                      | 11,6                                                   | 3                                                      | 19,7                                                   | 5                                                      | 12,4                                                   | 3                                                      | 14,8                                                   | 4                                                      | 10,2                                                   | 2                                                      | 13,2                                                   | 3                                                      | 11,6                                                   | 3                                                      | 22,3                                                   | 6                                                      |
| Die LuSt                                               | -                                                      | -                                                      | -                                                      | -                                                      | -                                                      | -                                                      | -                                                      | -                                                      | -                                                      | -                                                      | 5,0                                                    | 1                                                      | 10,4                                                   | 3                                                      | 13,1                                                   | 3                                                      | 15,4                                                   | 4                                                      | 10,6                                                   | 3                                                      | 16,3                                                   | 4                                                      |
| GAL / GHG                                              | 24,5                                                   | 6                                                      | 18,5                                                   | 5                                                      | 24,0                                                   | 6                                                      | 21,6                                                   | 5                                                      | 22,7                                                   | 6                                                      | 18,6                                                   | 5                                                      | 8,2                                                    | 2                                                      | 24,3                                                   | 6                                                      | 27,7                                                   | 7                                                      | 26,6                                                   | 7                                                      | 8,7                                                    | 2                                                      |
| AL                                                     | -                                                      | -                                                      | 8,2                                                    | 2                                                      | 6,5                                                    | 2                                                      | 7,2                                                    | 2                                                      | -                                                      | -                                                      | 4,0                                                    | 1                                                      | 2,9                                                    | 1                                                      | -                                                      | -                                                      | 8,2                                                    | 2                                                      | 4,9                                                    | 1                                                      | -                                                      | -                                                      |
| Die LISTE                                              | -                                                      | -                                                      | -                                                      | -                                                      | -                                                      | -                                                      | -                                                      | -                                                      | -                                                      | -                                                      | 2,1                                                    | 0                                                      | 2,3                                                    | 1                                                      | 2,2                                                    | 1                                                      | 4,1                                                    | 1                                                      | 5,1                                                    | 1                                                      | 7,5                                                    | 2                                                      |
| DIE LINKE.SDS                                          |                                                        |                                                        |                                                        |                                                        |                                                        |                                                        |                                                        |                                                        | 3,4                                                    | 1                                                      | 2,5                                                    | 1                                                      | 4,4                                                    | 1                                                      |                                                        |                                                        |                                                        |                                                        |                                                        |                                                        |                                                        |                                                        |
| LAL                                                    | -                                                      | -                                                      | -                                                      | -                                                      | -                                                      | -                                                      | -                                                      | -                                                      | -                                                      | -                                                      | -                                                      | -                                                      | -                                                      | -                                                      | 4,5                                                    | 1                                                      | -                                                      | -                                                      | -                                                      | -                                                      | -                                                      | -                                                      |
| UL                                                     | -                                                      | -                                                      | -                                                      | -                                                      | -                                                      | -                                                      | -                                                      | -                                                      | 8,0                                                    | 2                                                      | -                                                      | -                                                      | -                                                      | -                                                      | -                                                      | -                                                      | -                                                      | -                                                      | -                                                      | -                                                      | -                                                      | -                                                      |
| ProSV                                                  | -                                                      | -                                                      | 9,3                                                    | 2                                                      | -                                                      | -                                                      | -                                                      | -                                                      | -                                                      | -                                                      | -                                                      | -                                                      | -                                                      | -                                                      | -                                                      | -                                                      | -                                                      | -                                                      | -                                                      | -                                                      | -                                                      | -                                                      |
| Die Gefährten                                          | 8,4                                                    | 2                                                      | -                                                      | -                                                      | -                                                      | -                                                      | -                                                      | -                                                      | -                                                      | -                                                      | -                                                      | -                                                      | -                                                      | -                                                      | -                                                      | -                                                      | -                                                      | -                                                      | -                                                      | -                                                      | -                                                      | -                                                      |
| Brandt-Zand                                            |                                                        |                                                        |                                                        |                                                        |                                                        |                                                        |                                                        |                                                        |                                                        |                                                        |                                                        |                                                        |                                                        |                                                        | 4,2                                                    | 1                                                      | 8,2                                                    | 2                                                      | 7,6                                                    | 2                                                      |                                                        |                                                        |
| GAHG                                                   |                                                        |                                                        |                                                        |                                                        |                                                        |                                                        |                                                        |                                                        |                                                        |                                                        |                                                        |                                                        |                                                        |                                                        |                                                        |                                                        |                                                        |                                                        |                                                        |                                                        | 17,9                                                   | 4                                                      |
| Wahlbeteiligung                                        | 18,4 %                                                 | 18,4 %                                                 | 20,0 %                                                 | 20,0 %                                                 | 19,7 %                                                 | 19,7 %                                                 | 19,3 %                                                 | 19,3 %                                                 | 20,0 %                                                 | 20,0 %                                                 | 19,7 %                                                 | 19,7 %                                                 | 20,0 %                                                 | 20,0 %                                                 | 22,9 %                                                 | 22,9 %                                                 | 20,7 %                                                 | 20,7 %                                                 | 22,4 %                                                 | 22,4 %                                                 | 20,1 %                                                 | 20,1 %                                                 |

### Hochschulgruppen und Arbeitskreise
Am KIT gibt es neben den politischen Hochschulgruppen auch internationale, kulturelle, ökologische, religiöse, soziale, sportliche, studiengangsbezogene und technische Hochschulgruppen. Sie können sich beim AStA am KIT registrieren lassen und somit Unterstützung erhalten.
Neben den Hochschulgruppen gibt es in der Studierendenschaft eine Reihe von Arbeitskreisen, in denen sich ebenfalls Studierende ehrenamtlich engagieren. Im Gegensatz zu Hochschulgruppen sind Arbeitskreise dem Studierendenparlament weisungsgebunden und direkt der Studierendenschaft angegliedert.
Das Studentenzentrum Z10 Karlsruhe und der Arbeitskreis Kultur und Kommunikation (AKK) sind gemeinnützige Kultur- und Kommunikationszentren für Studierende aller Hochschulen in Karlsruhe.

### Studentenwohnheime
Das Karlsruher Studierendenwerk betreibt 22 Studentenwohnheime für Studierende aller Hochschulen in Karlsruhe und Pforzheim. Diese Studentenwohnheime bieten zusammen 2786 Wohnheimplätze.
Darüber hinaus gibt es fünf selbstverwaltete, vom Studentenwerk unabhängige Wohnheime. Vier werden von dem Verein Studentenwohnheim des Karlsruher Institut für Technologie e. V. getragen. Diese sind das Hans-Dickmann-Kolleg (HaDiKo) mit 1102 Zimmern, das Hans-Freudenberg-Kolleg (HFK) mit 100 Zimmern, das Kolleg am Ring (KAR) mit 34 Zimmern und die Insterburg mit 144 Zimmern. Das Hermann-Ehlers-Kolleg (HEK) mit 151 Zimmern wird vom Hermann-Ehlers-Kolleg Karlsruhe e. V. getragen und ist weitgehend studentisch selbstverwaltet. Von der katholischen Kirche wird das Augustin-Bea-Haus sowie Reinhold-Schneider-Haus (ABH & RSH) getragen mit insgesamt 264 Bewohnern und wird ebenfalls von den Studierenden aktiv mitgestaltet.
Zusätzlich werden auch von anderen Trägern Studentenwohnheime betrieben. Ebenso stellen die meisten Studentenverbindungen Studierenden Zimmer oder auch Appartements zur Verfügung.

### Studentenverbindungen

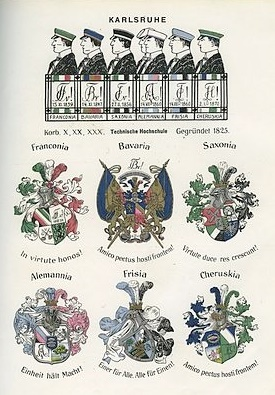
Karlsruher Senioren Convent (1927)

Die älteste noch bestehende Studentenverbindung der Stadt, das Corps Franconia Karlsruhe, entstand 1839. Als erste Burschenschaft an einer Technischen Hochschule in ganz Deutschland entstand im Oktober 1843 die Karlsruher Burschenschaft Teutonia. Die anderen Corps, die Landsmannschaften und Turnerschaften entstanden zwischen 1856 und 1894; die jüngste Landsmannschaft wurde 1920 gegründet. Heute existieren in Karlsruhe mehr als 30 Studentenverbindungen.
Horst Hippler, 1. Präsident des KIT, schrieb im Grußwort zur Festschrift der Karlsruher Corps anlässlich der 125-Jahr-Feier des Alte-Herren-Senioren-Convents (AHSC) zu Karlsruhe: „Dass eine Alumni-Vereinigung wie der AHSC Karlsruhe unserer Bildungseinrichtung (KIT) trotz aller Struktur- und Namensänderungen stets die Treue hielt und unsere Entwicklung seit 1886 immer mit Wohlwollen begleitete, ist höchst bemerkens- und dankenswert. Der Kontakt zu Alumni ist für unsere Studierenden von unschätzbarem Wert.“

## Forschung und Innovation
Bis Mitte 2012 war das KIT von der Exzellenzinitiative als Zukunftskonzept ausgewählt worden und eine der drei Hochschulen, die bereits in der ersten Runde des Vergabeverfahrens auserkoren worden waren. Sie wurde seit November 2006 fünf Jahre lang mit jährlich 20 Millionen Euro gefördert, um ihre Forschung weiter auszubauen. In den Förderlinien für Graduiertenschulen und Exzellenzcluster erhielt sie jeweils eine Förderung. 2018 wurde in der Förderlinie „Exzellenzcluster“ das gemeinsame Forschungsvorhaben „Energiespeicherung jenseits von Lithium-neue Speicherkonzepte für eine nachhaltige Zukunft“ der Universität Ulm und des Karlsruher Institut für Technologie (KIT) von 2019 bis 2025 zur Förderung ausgewählt. Des Weiteren wurde in Kooperation mit der Universität Heidelberg der Cluster „3D Matter Made to Order“ (3DMM2O) in der gleichen Linie ausgewählt. Der interdisziplinäre Cluster arbeitet an 3D-Druck basierend auf Zwei-Photonen Polymerisation auf der Mikro- und Nanoskala.

### Finanzierung
Das KIT wird nach eigenen Angaben (2018) vornehmlich durch Programme des Bundes finanziert, Landesmittel sind zweitrangig und Drittmittel machen in Summe den größten Anteil aus.

### Forschungsprogramme
- Erneuerbare Energien
- Kernfusion
- Nukleare Sicherheitsforschung
- Technologie, Innovation & Gesellschaft und Energiesystemanalyse (siehe Institut für Technikfolgenabschätzung und Systemanalyse)
- Atmosphäre und Klima
- Wissenschaftliches Rechnen und Grid-Computing[113][114]
- Nano- und Mikrosysteme (siehe Institut für Nanotechnologie)
- Biogrenzflächen
- Elementarteilchenphysik
- Astroteilchenphysik
- Synchrotronstrahlungsquelle ANKA
- Arbeitsstelle Bertolt Brecht

### Angewandtes Forschungsprogramm efeuCampus
KIT ist Partner des vom Land Baden-Württemberg und von der europäischen Union geförderten Zukunftsprojekts für urbane und autonome Güterlogistik, efeuCampus in Bruchsal. Am Institut für Fördertechnik und Logistiksysteme (IFL) werden für das Forschungsprojekt Fördertechniksysteme für die Intralogistik entwickelt, die für mobile Robotik und Mensch-Maschine-Interaktionen verwendet werden. In dem Projekt werden Lokalisierungs- und Navigationsalgorithmen für ein urbanes Umfeld entwickelt, mit denen Fahrzeuge in der Lage sind, auf Basis von Laser- und Videodaten selbständig zu navigieren.

### Innovationscampus Mobilität der Zukunft
Im vom Land geförderten InnovationsCampus Mobilität der Zukunft (ICM) arbeiten Wissenschaftler der Universität Stuttgart und des KIT zusammen. Durch Grundlagenforschung in verschiedenen Gebieten der Ingenieur- und Naturwissenschaften sollen bahnbrechende neue Technologien in den Bereichen Mobilität und Produktion hervorgebracht werden.

### Militärforschung/Zivilklausel
Kontrovers diskutiert wurde vor allem in der Zeit kurz vor Gründung des KIT das Thema Militärforschung beziehungsweise militärnahe Forschung. Am Campus Nord, dem ehemaligen FZK, gab es seit jeher eine Zivilklausel, die jegliche Zusammenarbeit mit militärischen Institutionen verbot. Am Campus Süd, der ehemaligen Universität Karlsruhe, ist diese Klausel nicht wirksam, was eine Zusammenarbeit mit Militär oder Militärforschung grundsätzlich ermöglicht.

### Ausgründungen
In 2007 gründeten vier Physiker einer Arbeitsgruppe um Professor Martin Wegener die Nanoscribe GmbH als das erste Spin-Off aus dem KIT. Das Unternehmen stellt 3D-Drucker her, die auf Basis der Zwei-Photonen-Polymerisation dreidimensionale Strukturen mit Submikrometerpräzision fertigt.

## Reputation und Rankings
Im Rahmen der Exzellenzinitiative wurde das KIT im Jahr 2006 bereits in der ersten Runde neben der LMU und TU München für sein Zukunftskonzept ausgezeichnet und gehörte bis 2012 neben sechs weiteren deutschen Universitäten, die in der zweiten Runde ausgewählt wurden, zu den Mitgliedern der Gruppe der sogenannten Eliteuniversitäten. Bei der dritten Vergaberunde 2012 gewann das KIT zwei Graduiertenschulen. Bei der Vergabe der Exzellenzcluster im Rahmen der Exzellenzstrategie des Bundes und der Länder konnte sich das KIT im September 2018 mit den beiden Exzellenzclustern „3D Designer-Materialien – 3D Matter Made to Order“ (in Zusammenarbeit mit der Universität Heidelberg) und „Energiespeicherung jenseits von Lithium – Neue Konzepte für eine nachhaltige Zukunft“ (in Zusammenarbeit mit der Universität Ulm) in der Finalrunde durchsetzen. Somit war das KIT berechtigt eine Bewerbung als Exzellenzuniversität abzugeben. Im Rahmen der Entscheidung in der Exzellenzstrategie konnte sich das KIT am 19. Juli 2019 in der Förderlinie „Exzellenzuniversität“ mit seinem Antrag „Die Forschungsuniversität in der Helmholtz-Gemeinschaft | Living the Change“ durchsetzen und ist somit eine von 10 Universitäten in Deutschland, die den Titel „Exzellenzuniversität“ tragen.

### Rankings bezüglich der Forschung und Lehre
In dem von der EU geförderten, weltweiten Ranking U-Multirank wird das KIT 2022 über alle Kategorien unter den deutschen Universitäten auf dem geteilten Platz 5 von insgesamt 106 Hochschulen gelistet. Im U-Multirank 2020 konnte das KIT den ersten Platz unter den deutschen Universitäten belegen.
Im Performance Ranking of Scientific Papers for World Universities (NTU-Ranking), in welchem die Forschungsleistung von Universitäten weltweit anhand von wissenschaftlichen Publikationen gemessen wird, belegt das KIT im Jahr 2023 in den Forschungsfeldern sowohl der Ingenieur- als auch der Naturwissenschaften jeweils den fünften Platz in Deutschland. Im Bereich der Naturwissenschaften liegt das KIT auf Platz 123 weltweit. Auf den vorderen Rängen sind hierbei die Universität München (Platz 74), die Technische Universität München (Platz 82), die Universität Heidelberg (Platz 86), sowie die RWTH Aachen (Platz 112). Im Bereich der Ingenieurwissenschaften liegt das KIT auf Platz 301–350 weltweit. Die Top 5 werden aus deutscher Sicht durch die RWTH Aachen (Platz 189), die Technische Universität München (Platz 214), die Technische Universität Dresden (Platz 259), sowie die Universität Erlangen-Nürnberg (Platz 292) komplettiert.
Im Nature Index (1. Mai 2022 – 30. April 2023), welcher die wissenschaftliche Stärke unterschiedlicher Institutionen anhand von Veröffentlichungen in 82 hochqualitativen wissenschaftlichen Journals des Verlags Nature Research misst, liegt das KIT im Feld der Naturwissenschaften („Physical Sciences“) unter den Universitäten in Deutschland auf Platz 2 und in Europa auf Platz 7. Weltweit gesehen nimmt das KIT Platz 63 ein. Auf Rang eins in Deutschland liegt die TU München.
Im CWTS Leiden-Ranking, das sich ebenfalls ausschließlich auf bibliometrische Indikatoren stützt, belegt das KIT im Jahr 2023 in den Ingenieur- und Naturwissenschaften nach dem Indikator „Scientific Impact“ Platz 56 und nach dem Indikator „Collaboration“ Platz 49 weltweit sowie jeweils Platz 1 in Deutschland vor der RWTH Aachen (Platz 72 bei Scientific Impact und Platz 71 bei Collaboration) und der TU München (Platz 96 bei Scientific Impact und Platz 85 bei Collaboration). Europaweit belegt das KIT nach den beiden Indikatoren Platz 4 (Scientific Impact) bzw. Platz 8 (Collaboration).
Bei den QS World University Rankings schaffte es das Karlsruher Institut für Technologie im Jahrgang 2024 unter die 120 besten Universitäten der Welt (118. Platz) und erreichte u. a. in den naturwissenschaftlichen Feldern „Physik und Astronomie“ den 46. und „Materialwissenschaft“ den 34. Platz. Damit gehört das KIT laut der Rangliste zu den besten technischen Universitäten Europas. Bei den nach Fachgruppen und Fächern aufgeteilten QS World University Rankings by Subject 2023 liegt das KIT weltweit gesehen im Fachbereich „Natural Sciences“ (deutsch: Naturwissenschaften) auf Platz 50 (2016: Platz 34; 2017: Platz 29), in „Engineering & Technology“ (deutsch: Ingenieurwesen und Technologie) erreicht es Platz 50 (2016: Platz 62; 2017: Platz 38). Hinzu kommen sieben Einzelfächer, die sich in den Top 100 der Welt platzieren konnten. Insgesamt befindet sich das KIT sogar in neun Einzelfächern unter den Top 5 der besten deutschen Universitäten.
Im international ebenfalls vielbeachteten Shanghai-Ranking nimmt das KIT 2022 den ersten Platz unter den deutschen Universitäten in den Fachbereichen „Atmospheric Science“, „Civil Engineering“, „Energy Engineering“ und „Materials Science & Engineering“ sowie deutschlandweit Platz zwei in den Fächern „Chemical Engineering“, „Chemistry“ und „Geoecology“ ein. Bei allen genannten Fächern, bis auf „Chemical Engineering“, befindet sich das KIT unter den 100 besten Universitäten der Welt, bei einigen sogar unter den Top 50. In der 2018er-Ausgabe des Shanghai-Rankings gelang es dem KIT, in 13 Fächern einen Platz unter den besten 100 Universitäten der Welt einzunehmen. Die drei Fächer Atmosphärenwissenschaften („Atmospheric Science“, Rang 16), Metallingenieurwesen („Metallurgical Engineering“, Rang 25) und Energiewissenschaften („Energy Science & Engineering“, Rang 28) erreichten sogar eine Platzierung unter den besten 30 Universitäten der Welt. In der 2019er-Ausgabe des Shanghai-Rankings erreichte das KIT u. a. den 8. Platz weltweit in der Atmosphärenforschung, womit es zu den global führenden Institutionen in diesem Forschungsfeld gehört und sich vor renommierten Universitäten wie der Columbia-Universität (Platz 9), der Princeton-Universität (Platz 17), dem MIT (Platz 20), den Universitäten in Oxford (Platz 29) und Cambridge (Platz 32) oder der Stanford-Universität (Platz 47) einordnet. Weitere erste Plätze in Deutschland konnte das KIT beim Shanghai-Ranking 2019 in den Fächern Energiewissenschaften, Informatik, Materialwissenschaften, Nanotechnologie sowie Verkehrswissenschaften erreichen.
Im University Ranking by Academic Performance (URAP) belegt das KIT im Jahrgang 2022/23 deutschlandweit Platz 1 in den Fächern „Chemical Engineering“ (Weltrang: 56), „Environmental Engineering“ (Weltrang: 97), „Materials Engineering“ (Weltrang: 59), „Mechanical Engineering“ (Weltrang: 63), „Meteorology & Atmospheric Sciences“ (Weltrang: 18) und „Nanoscience & Nanomaterials“ (Weltrang: 75). Weitere Spitzenplatzierungen werden darüber hinaus in „Civil Engineering“ (Rang Deutschland: 2; Weltrang: 122), „Earth Sciences“ (Rang Deutschland: 2; Weltrang: 63), „Electrical & Electronics Engineering“ (Rang Deutschland: 2; Weltrang: 99), „Metallurgy Engineering“ (Rang Deutschland: 2; Weltrang: 43), „Physical Sciences“ (Rang Deutschland: 2; Weltrang: 66), „Technology“ (Rang Deutschland: 2; Weltrang: 87); „Chemical Sciences“ (Rang Deutschland: 3; Weltrang: 83), „Engineering“ (Rang Deutschland: 3; Weltrang 137); „Architecture“ (Rang Deutschland: 4; Weltrang: 173), „Geology“ (Rang Deutschland: 4; Weltrang: 95), „Mathematical Sciences“ (Rang Deutschland: 4; Weltrang: 137) und „Information & Computing Sciences“ (Rang Deutschland: 5; Weltrang: 201) erreicht.
Im Times-Higher-Education-Ranking der weltbesten Universitäten liegt das KIT im Jahr 2024 insgesamt auf Platz 140 (2016: Platz 138; 2017: Platz 144). In der Kategorie „Engineering and Technology“ belegt es dabei Platz 64 (2016: Platz 48; 2017: Platz: 60) und in der Kategorie „Physical Sciences“ Platz 100 (2016: Platz 46; 2017: Platz 68). Im selben Ranking erreicht das KIT im Fach Informatik den 71. Platz.
Im Research Ranking der Association for Information Systems (AIS) liegt das KIT für den Zeitraum 2020–2022 auf dem geteilten Platz 22 der Region Europa / Afrika. Das KIT ist damit die elftbeste Universität in Deutschland und dreizehntbeste der DACH-Region gemessen an der Forschungsleistung in der internationalen Wirtschaftsinformatik. Die Forschungsleistung wird quantifiziert anhand der Veröffentlichungen in den Top Zeitschriften der Disziplin ISR, MISQ, JMIS, und JAIS. Die Top 3 der auf der Liste vertretenen deutschen Universitäten sind die Universität Köln (Platz 1) sowie die TU Darmstadt und die Universität Mannheim (beide auf Platz 7).
Im Webometrics Ranking of World Universities für das Jahr 2023 belegt das KIT den fünften Platz von 483 gelisteten Hochschulen und wissenschaftlichen Einrichtungen in Deutschland.
Im CHE-Ranking erreicht das KIT ebenfalls regelmäßig Spitzenplatzierungen. So sind praktisch sämtliche großen ingenieurwissenschaftlichen Studiengänge in einem Großteil der Kategorien in der Spitzengruppe anzutreffen. Die Fachrichtung Maschinenbau erreichte 2016 in 11 von 13 Kategorien die Spitzenplatzierung. Im Fach Elektrotechnik und Informationstechnik konnte im selben Jahr in 8 von 13 Kategorien ein Spitzenplatz erreicht werden. 2017 konnte die Fachrichtung Wirtschaftsingenieurwesen in 13 von 20 Kategorien einen Platz in der Spitzengruppe einnehmen (mehr Spitzenplätze als jede andere deutsche Universität in dieser Fachrichtung). Im Jahr 2018 erreichte das KIT im Fach Informatik in 8 von 12 Kategorien einen Spitzenplatz, das Fach Chemie in 5 von 7 Kategorien einen Spitzenplatz sowie das Fach Sport in 7 von 13 Kategorien eine Spitzenplatzierung. Im CHE-Masterranking 2020/21 zählten die beiden Masterstudiengänge „Wirtschaftsingenieurwesen“ und „Wirtschaftsinformatik“ zu den Top 3 im deutschsprachigen Raum.
Beim StudyCheck Award 2025 steht das KIT in der Kategorie „Beliebteste Universitäten über 15.000 Studierende“ auf dem ersten Platz. In der Gesamtwertung aller Universitäten (in Deutschland) liegt das KIT auf dem vierten Platz.

### Rankings aus Sicht der Arbeitgeber
Im Ranking der Zeitschrift WirtschaftsWoche, im Rahmen dessen Entscheidungsträger von Unternehmen nach ihren Präferenzen befragt werden, rangiert das KIT im Jahr 2024 mit den Fächern Elektrotechnik (Rang 9), Informatik (Rang 8), Maschinenbau (Rang 5) und Wirtschaftsingenieurwesen (Rang 3) deutschlandweit unter den Top Ten.
Bei den QS Graduate Employability Rankings 2022, die einen ähnlichen Ansatz wie das Ranking der Wirtschaftswoche auf globaler Ebene verfolgen, belegt das KIT Platz 46 weltweit. Damit nimmt es den ersten Platz in Deutschland und Platz 10 in Europa ein.
Gemäß einer Untersuchung aus dem Jahr 2015 hat das KIT mit 24 Vorständen der 100 größten deutschen Unternehmen die größte Anzahl an Top-Managern unter den deutschen Hochschulen hervorgebracht. Auf den weiteren Plätzen folgen die Universität Köln (17), die RWTH Aachen (17), die Universität Mannheim (13) und die Ludwig-Maximilians-Universität München (13).
Im Rahmen des 10. Dax-Vorstands-Report aus dem Jahr 2022 wurde die Ausbildung der DAX-Vorstände verglichen. Demnach stellt das KIT gemeinsam mit der École polytechnique fédérale de Lausanne, Dualen Hochschule Baden-Württemberg Mannheim und TU München mit jeweils 3 Absolventen die fünftmeisten Vorstandsmitglieder von Unternehmen im deutschen Leitindex. Die meisten stellen die TU Darmstadt und die Universität zu Köln mit jeweils neun Absolventen.

## Einrichtungen und Bauwerke

### Hauptgebäude
Das Hauptgebäude (Kaiserstraße 12) der damals noch Polytechnischen Schule Karlsruhe wurde 1833–1835 von Heinrich Hübsch im sogenannten Rundbogenstil mit einer Fassade aus rotem Haustein erbaut. 1861–1864 erfolgte eine Erweiterung durch Friedrich Theodor Fischer durch symmetrische Verdoppelung des ursprünglichen Gebäudes und einen dazwischen neu eingefügten Haupteingang. Dessen Portalfiguren des Erwin von Steinbach und des Johannes Kepler wurden von Alois Raufer geschaffen. Das Gebäude ist 1944 ausgebrannt, der Wiederaufbau erfolgte 1955 durch das Staatliche Hochbauamt Karlsruhe. Die Fassaden wurden in ihren ursprünglichen Formen wieder aufgebaut, mit Ausnahme des Treppenhauses ist das Innere jedoch verändert. Die auf dem Ehrenhof errichtete Statue der Pallas Athena wird im Studentenmund fälschlich als die personifizierte „Fridericiana“ interpretiert und spielt bei Promotionsritualen eine Rolle.

### KIT-Bibliothek
Die KIT-Bibliothek ist die zentrale Bibliothek des Karlsruher Instituts für Technologie. Die beiden Zentralbibliotheken an den Standorten Campus Nord (CN) und Campus Süd (CS) stellen einen interdisziplinären Bestand von über zwei Millionen Büchern, Forschungsberichten und 28.000 Zeitschriften in gedruckter und elektronischer Form für die Studierenden und Wissenschaftler zur Verfügung. Die fachlichen Schwerpunkte der KIT-Bibliothek liegen bei den Natur- und Ingenieurwissenschaften.
Bücher und Zeitschriften sind in wesentlichen Teilen frei zugänglich aufgestellt und können teilweise rund um die Uhr (24-Stunden-Bibliothek auf dem CS) bzw. bis 24 Uhr (Fachbibliothek Hochschule Karlsruhe) genutzt und über Selbstverbuchungssysteme entliehen und zurückgegeben werden; vor Ort nicht vorhandene Literatur wird auf Wunsch über Dokumentlieferdienste beschafft. Über 1.000 vernetzte, modern ausgestattete Lesesaalplätze stehen zur Verfügung.
1995/96 wurde mit Unterstützung der Fakultät für Informatik an der KIT-Bibliothek die Metasuchmaschine Karlsruher Virtueller Katalog (KVK) entwickelt, der als Vorlage für weitere Meta-Kataloge diente.

### Scientific Computing Center
Das Scientific Computing Center (SCC) ist das Informationstechnologie-Zentrum (Rechenzentrum) des KIT. Es entstand 2008 aus der Fusion der Rechenzentren der Universität und des Forschungszentrums. Das SCC ist unter anderem angeschlossen an das Deutsche Forschungsnetz und das Landesforschungsnetz BelWü, außerdem ist es für die technische Infrastruktur des KIT verantwortlich. Im November 2023 kündigte das KIT an, sein Informationstechnologie-Zentrum zum 1. Januar 2024 in „Scientific Computing Center“ umzubenennen.

### Center für Innovation & Entrepreneurship (CIE)
Das CIE ist eine unternehmerisch geführte Plattform für gründungsinteressierte Studierende, Wissenschaftler und Alumni des KIT, der Technologieregion Karlsruhe sowie anderer Einrichtungen im In- und Ausland. Die CIE-Plattform entwickelt sich dabei zu einem Gründerclub, in dem sich Jungunternehmer gegenseitig helfen, um erfolgreich zu werden.
Gegründet im Jahr 2008 von den Unternehmern und Alumni der Universität Karlsruhe (TH) Christian Schwarzkopf und Tim Lagerpusch, bietet das CIE ein großes Leistungsspektrum, welches von der Beratung über die Konzeptentwicklung bis hin zur Infrastrukturbereitstellung und Finanzierung reicht. Es werden Mitgründer gesucht und Investoren bzw. Business Angels vermittelt. Zusätzlich stellt das CIE ein StartUp-Office zur Verfügung, in dem Gründerteams die Möglichkeit erhalten, ca. sechs Monate an ihrer Idee weiter zu arbeiten.
Die Leistungen des CIE sind für Gründer kostenfrei. Bei wirtschaftlichem Erfolg wird erwartet, dass die Gründer den Club finanziell unterstützen und bereit sind, Dienstleistungen anzubieten, um zukünftige Gründergenerationen zu fördern.
Finanziell gestützt wird das CIE als Projekt des KIT vom Bundesministerium für Wirtschaft und Technologie sowie dem Europäischen Sozialfonds. Des Weiteren steht das CIE in enger Zusammenarbeit mit den beiden Hochschulgruppen PionierGarage und Business Masters.

### KIT-Hightech-Inkubator
Der KIT-Hightech-Inkubator wurde im Rahmen der KIT-Gründung angedacht und umgesetzt. Er befindet sich im Gebäude 717 am Campus Nord des KIT. Während auf rund 30 Prozent der Fläche die Kernaktivitäten zur KIT-Batterieforschung aufgebaut werden und weitere 20 Prozent durch eine Teil-Professur im Bereich Dünnfilmtechnik belegt sind, ist die zweite Hälfte (800 m²) ausschließlich für KIT-Gründungsprojekte reserviert. KIT-weit stehen diese Räume ausgewählten Ausgründungen mit ausgeprägtem Laborbedarf zur Verfügung.
Heute befinden sich verschiedene Unternehmen in der Gründungs- und Wachstumsphase, neben verschiedenen technologischen Entwicklungen wurden hier die Bereiche Laserlithographie und neue optoelektronische Materialien für OLED und organische Photovoltaik (OPV) zur Marktreife entwickelt.

### Altes Stadion

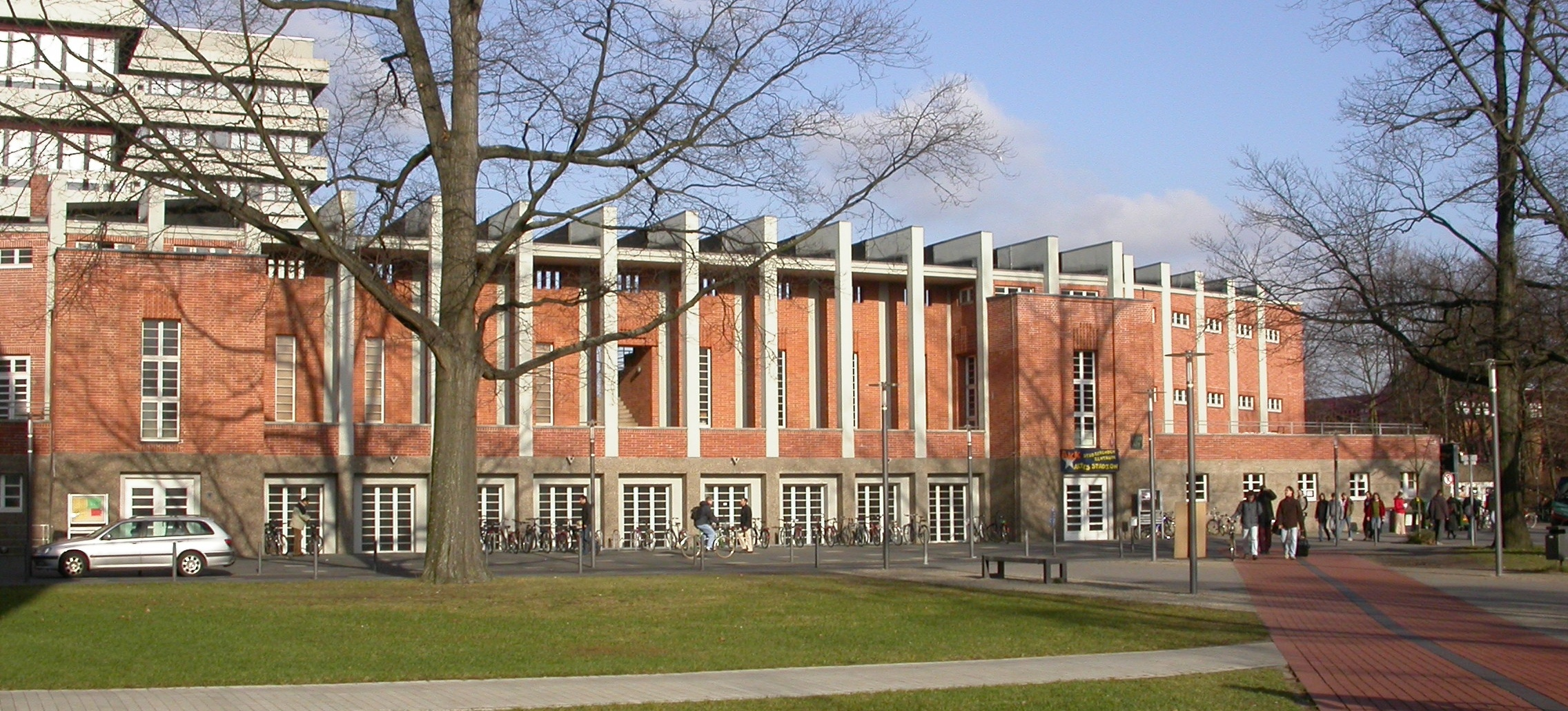
Altes Stadion

Das „Alte Stadion“ wurde unter der Leitung von Hermann Alker in den Jahren 1925 bis 1930 erbaut, im Jahr 1934 wurden die Arbeiten zum ersten freitragenden Tribünendach der Welt vollendet. Während die Aschenbahn nach dem Krieg den neuen Chemie-Gebäuden weichen musste, blieb die Tribüne mit darunterliegender Sporthalle erhalten. Die Sporthalle wird heute noch vom Sportinstitut sowie für verschiedene kulturelle Veranstaltungen verwendet. In den Außenflügeln des Stadiongebäudes sind Übungsräume für die Studenten der Architektur und der Arbeitskreis Kultur und Kommunikation untergebracht.
Wie die Bibliothek ist auch das Stadion denkmalgeschützt.

### Hörsäle

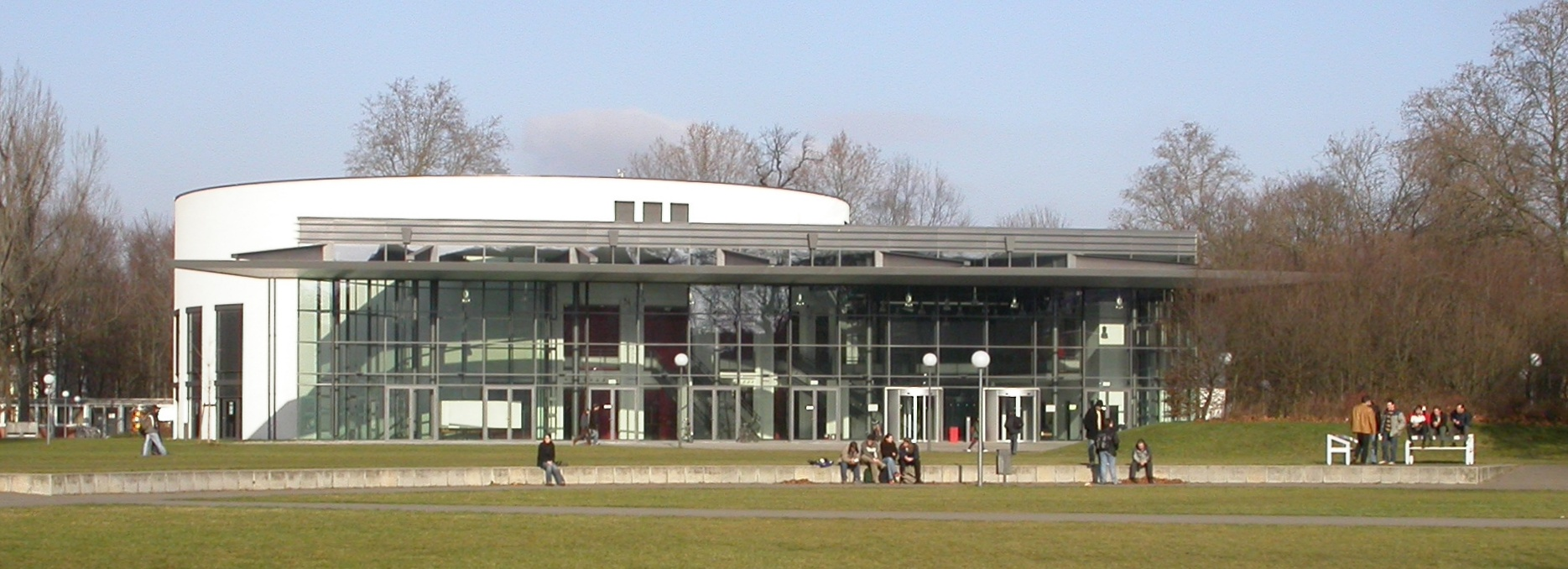
Der größte Hörsaal des KIT ist das 2002 eingeweihte Audimax

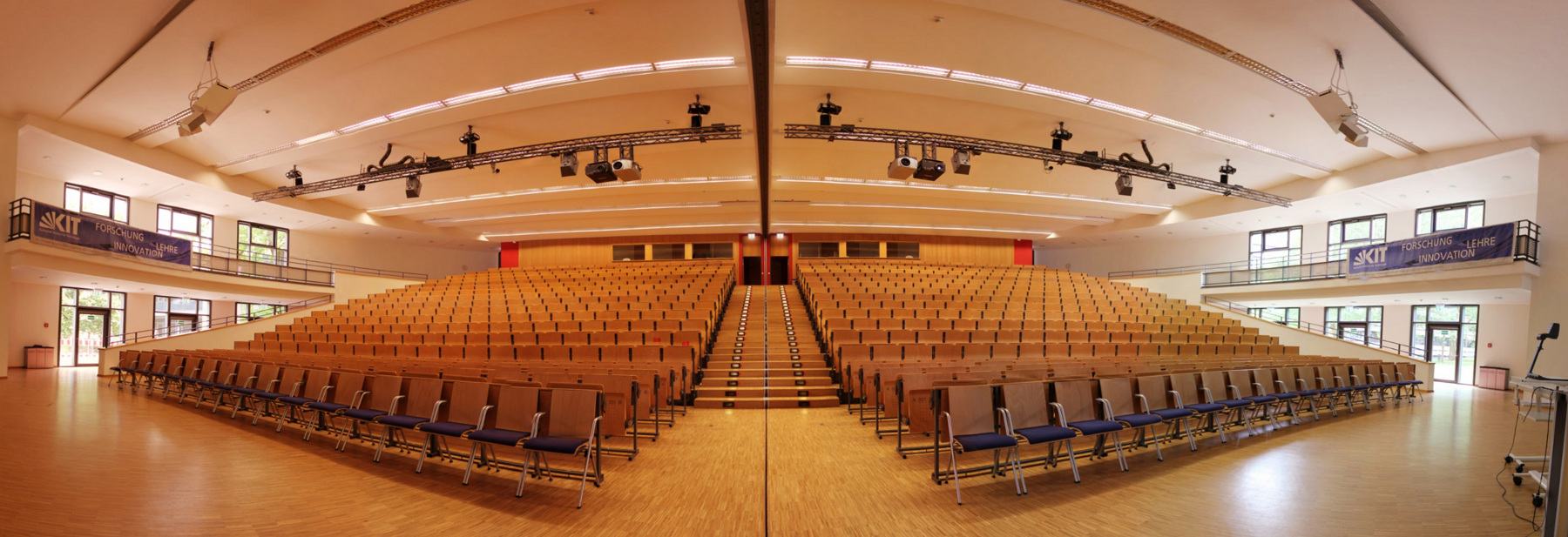
Panorama des Audimax-Hörsaals

Der größte Hörsaal des KIT ist das 2002 eröffnete Audimax (Auditorium maximum), welches 734 Plätze hat. Dahinter folgt der Gerthsen-Hörsaal mit 705 Plätzen. Insgesamt weist der Campus mehr als 50 Hörsäle auf.
| Name                                       | Sitzplätze       |
| ------------------------------------------ | ---------------- |
| Anorganische C, AOC 101                    | 90               |
| Architektur-Hörsaal Nr. 9                  | 116              |
| Fritz-Haller-Hörsaal                       | 302              |
| Architektur, Neuer Hörsaal (NH)            | 100              |
| Engelbert-Arnold-Hörsaal (EAS)             | 242              |
| AudiMax (Hörsaal am Forum)                 | 750              |
| Bauingenieure, CIP Pool 402 (Rechnerraum)  |                  |
| Bauingenieure, Großer Hörsaal              | 256              |
| Bauingenieure, Hörsaal 101 (Seminarraum)   | 36               |
| Bauingenieure, Hörsaal 102 (Seminarraum)   | 60               |
| Bauingenieure, Hörsaal 107                 | 100              |
| Bauingenieure, Hörsaal 62                  | 60               |
| Bauingenieure, Hörsaal 701.3 (Seminarraum) |                  |
| Bauingenieure, Hörsaal 702 (Seminarraum)   |                  |
| Bauingenieure, Kleiner Hörsaal             | 176              |
| Benz-Hörsaal (HMU)                         | 406              |
| Bunte-Hörsaal                              | 30               |
| Chemie-Hörsaal I                           | 132              |
| Chemie-Hörsaal II                          | 132              |
| Chemie-Hörsaal III                         | 182              |
| Chemie, Neuer Hörsaal                      | 400              |
| Criegée-Hörsaal (HS IV)                    | 182              |
| Daimler-Hörsaal (HMO)                      | 400              |
| Eiermann-Hörsaal (HS 16)                   | 170              |
| Elektrotechnik, Kleiner Hörsaal (Kl. ETI)  | 70               |
| Engesser-Hörsaal (HS 93)                   | 172              |
| Engler-Bunte-Institut-Hörsaal (EBI)        | 122              |
| Fasanengarten-Hörsaal (HS a.F.)            | 616 (mit Empore) |
| Gaede-Hörsaal                              | 304              |
| Gerthsen-Hörsaal                           | 700              |
| Grashof-Hörsaal                            | 181              |
| Hertz-Hörsaal (HES)                        | 250              |
| Hochspannungstechnik-Hörsaal (HSI)         | 179              |
| Informatik-Hörsaal -101                    | 120              |
| Informatik-Multimedia-Hörsaal              | 100              |
| Informatik-Seminarraum 062                 | 40               |
| Kollegium am Schloss, Hörsaal 001          | 106              |
| Kollegium am Schloss, Hörsaal 111          | 70               |
| Lehmann-Hörsaal (Mittl. HS Physik)         | 156              |
| Lichttechnik-Hörsaal (LTI)                 | 102              |
| Maschinenbau, Mittlerer Hörsaal            | 68               |
| Maschinenbau, Oberer Hörsaal               | 68               |
| Maschinenbau, Seminarraum I                | 30               |
| Maschinenbau, Seminarraum II               | 40               |
| Messtechnik-Hörsaal (MTI)                  | 242              |
| Nachrichtentechnik-Hörsaal (NTI)           | 218              |
| Physik, Kleiner Hörsaal 3 (A)              | 70               |
| Physik, Kleiner Hörsaal 4 (B)              | 70               |
| Plank-Hörsaal                              | 129              |
| Redtenbacher Hörsaal                       | 216              |
| Rehbock-Hörsaal (HS 59)                    | 108              |
| Selmayr-Hörsaal                            | 56               |
| Sport-Institut-Hörsaal                     | 136              |
| Tulla-Hörsaal                              | 326              |

### Messturm

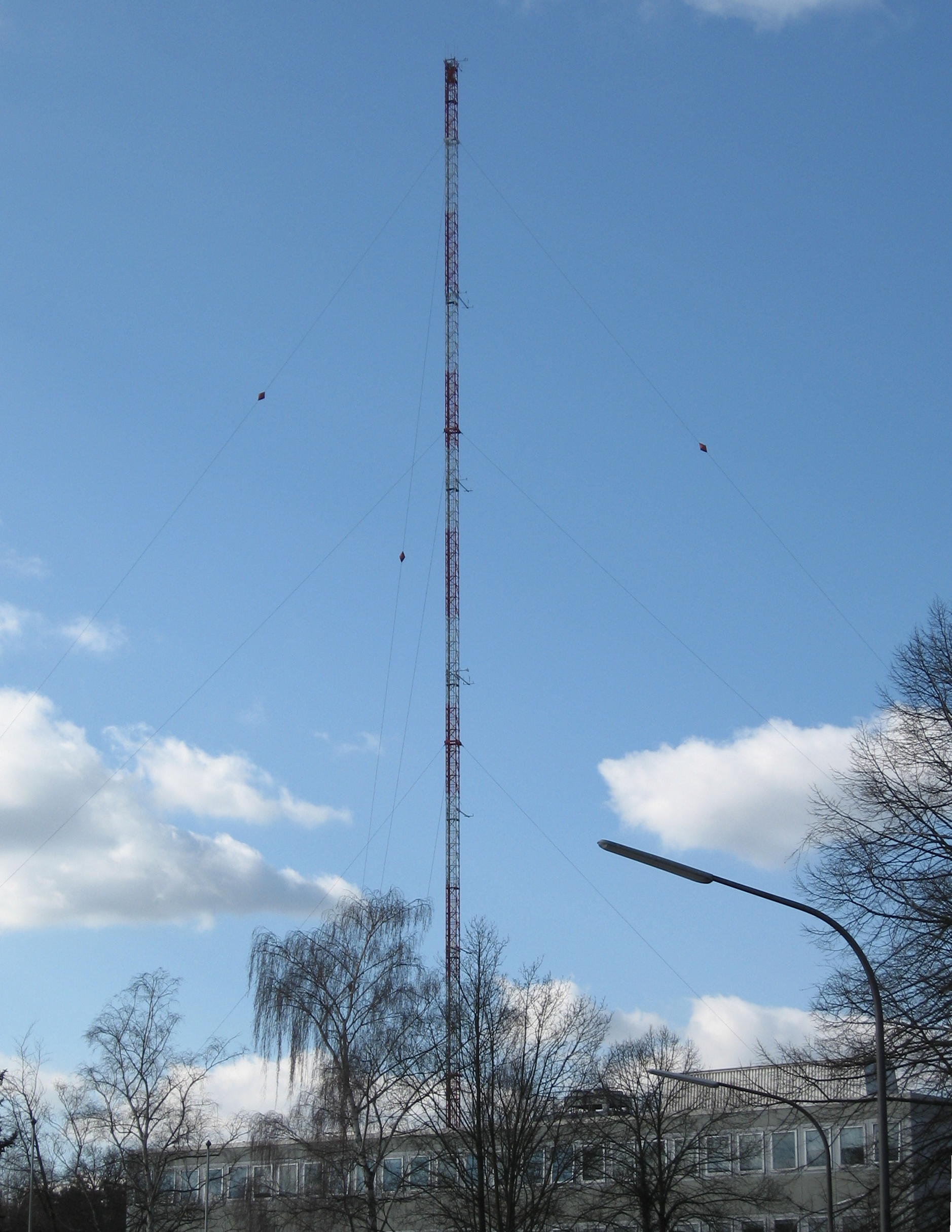
Messturm auf dem Campus Nord.

Zum KIT gehört auch ein 200 Meter hoher, meteorologischer Messturm, der damit in der Liste der höchsten Bauwerke in Deutschland steht.

### LOPES
Am Campus Nord stand LOPES, ein digitales Radioantennenfeld zur Messung von Luftschauern, die durch kosmische Strahlung ausgelöst werden. Das Projekt wurde 2003 mit 10 Dipolantennen gestartet. 2005 wurden 20 weitere Dipolantennen aufgestellt und 2010 fand ein Umbau auf 10 Tripolantennen statt, wobei jede Tripolantenne aus drei gekreuzten, zueinander senkrechten Dipolantennen besteht. Das Institut für Kernphysik (IKP) ist am weltgrößten Experiment zur Messung  Ultrahochenergetischer kosmischer Strahlung, dem Pierre-Auger-Observatorium, beteiligt.

### Kernreaktoren
Am ehemaligen Kernforschungszentrum Karlsruhe wurden zwischen 1961 und 1996 die folgenden sechs Kernreaktoren betrieben.
| Name                                                      | Bezeich- nung | Inbetrieb- nahme  | Außer Betrieb     | therm. Leistung | Beschreibung                                                        |
| --------------------------------------------------------- | ------------- | ----------------- | ----------------- | --------------- | ------------------------------------------------------------------- |
| Forschungsreaktor 2                                       | FR-2          | 7. März 1961      | 21. Dezember 1981 | 44 MW           | Schwerwassermoderiert                                               |
| Schnell-Thermischer Argonaut-Reaktor Karlsruhe            | STARK         | 11. Januar 1963   | März 1976         | 10 Watt         | Forschungsreaktor                                                   |
| Siemens-Unterrichtsreaktor Karlsruhe                      | SUR-KA        | 7. März 1966      | September 1996    | 0,1 Watt        | Nullleistungsreaktor zur Ausbildung in sog. fest-homogener Bauweise |
| Schnelle Nullenergie-Anordnung Karlsruhe                  | SNEAK         | 15. Dezember 1966 | November 1985     | 1 kW            | Nullleistungsreaktor für Brutreaktorentwicklung                     |
| Mehrzweckforschungsreaktor Karlsruhe                      | MZFR          | 19. Dezember 1966 | 3. März 1984      | 170 MW          | Kraftwerk mit Schwerwasserreaktor in Druckröhrenbauweise            |
| Kompakte Natriumgekühlte Kernreaktoranlage Karlsruhe I/II | KNK I/II      | 20. August 1971   | 23. August 1991   | 60 MW           | Kraftwerk mit Prototyp-Brutreaktor, natriumgekühlt                  |

### Helmholtz-Institut Ulm
Das Helmholtz-Institut Ulm für Elektrochemische Energiespeicherung ist eine am 1. Januar 2011 auf dem Ulmer Universitätsgelände gegründete Einrichtung, die sich unter der Leitung des Karlsruher Instituts für Technologie (KIT) und der Universität Ulm mit der Batterieforschung für Elektromobilität und der Speicherung alternativer Energien beschäftigt. Assoziierte Partner sind das Deutsche Zentrum für Luft- und Raumfahrt (DLR) und das Zentrum für Sonnenenergie- und Wasserstoff-Forschung Baden-Württemberg (ZSW).
Als Helmholtz-Einrichtung wird das HIU zu 90 Prozent vom Bundesministerium für Bildung und Forschung (BMBF) und zu zehn Prozent vom Land Baden-Württemberg finanziert. Das DLR finanziert eine Professur mit einer Arbeitsgruppe. Das jährliche Budget des HIU beläuft sich auf 5 Millionen Euro (Stand 2012). Im Jahr 2013 soll dem Helmholtz-Institut eine neue Behausung zuteilwerden, die dem Land Baden-Württemberg und der Universität Ulm eine Summe von 12 Millionen Euro kosten und eine Arbeitsstätte für 80 Beschäftigte darstellen wird.
Die Forschungsschwerpunkte liegen in der elektrochemischen Grundlagenforschung, Materialforschung, Theorie und Modellierung (elektro)chemischer Prozesse sowie übergreifenden Systembetrachtung. Außerdem werden Analysemethoden zur Erforschung atomarer Prozesse während des Lade- und Entladevorgangs entwickelt.

### Geowissenschaftliches Gemeinschaftsobservatorium Schiltach (BFO)
Seit 1972 betreibt das KIT zusammen mit der Universität Stuttgart im ehemaligen Bergwerk Grube Anton in Schiltach im Schwarzwald das geowissenschaftliche Observatorium Black Forest Observatory.

### Werkfeuerwehr
Die Werkfeuerwehr Karlsruher Institut für Technologie stellt den vorbeugenden und abwehrenden Brandschutz für den Campus Nord des KIT sicher.

## Leitgedanken
Der Gründung des KIT liegen einige elementare, aber entscheidende Gedanken zu Grunde: Zum einen wollte man eine in dieser Art deutschlandweit einzigartige Einrichtung kreieren, die Forschung und Lehre elementar miteinander verbindet und vernetzt. Zum anderen stand aber von Anfang an auch der Gedanke der Exzellenz bzw. der Exzellenzbildung verbunden mit einem enormen dynamischen Wachstumspotenzial als großes Ziel am Horizont.
Themen der Kooperation, die der Fusion 2009 vorangingen, waren unter anderem
- KIT-Forschungsbereich Wissenschaftliches Rechnen / Grid-Computing, einschließlich des gemeinsamen „Virtuellen Rechenzentrums“
- Fusion der Rechenzentren von Universität Karlsruhe (TH) und Forschungszentrum Karlsruhe zum SCC (Steinbuch Centre for Computing)
- Mikro- und Nanotechnologie sowie
- KIT-Forschungsbereich Materialforschung für die Energie

## Persönlichkeiten und Alumni

### Nobelpreisträger

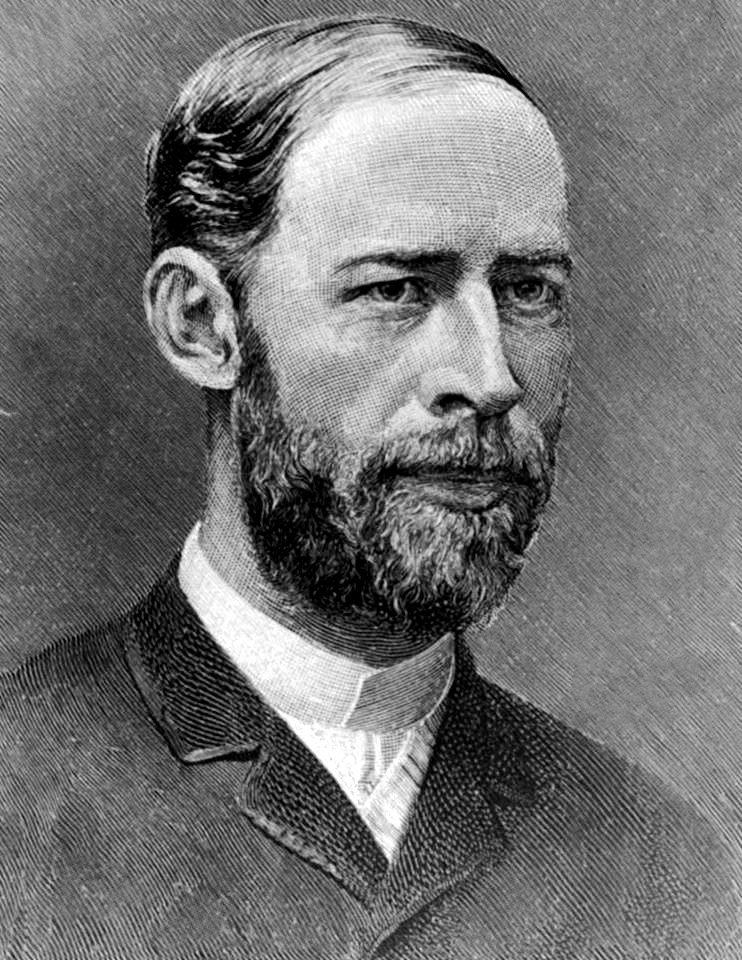
Heinrich Hertz wies an der TH Karlsruhe die Existenz elektromagnetischer Wellen experimentell nach.

6 Nobelpreisträger haben an den Vorgängerorganisationen – namentlich der TH Karlsruhe bzw. der Universität Karlsruhe – studiert, gelehrt oder geforscht:
- Ferdinand Braun (1850–1918) – Professor in Karlsruhe (1883–1887) – Nobelpreis für Physik (1909 mit Guglielmo Marconi) für seinen Beitrag zur Entwicklung der drahtlosen Telegrafie
- Fritz Haber (1868–1934) – Professor in Karlsruhe (1906–1911) – Nobelpreis für Chemie (1918) für die katalytische Synthese von Ammoniak aus dessen Elementen Stickstoff und Wasserstoff
- Lavoslav Ružicka (1887–1976) – studierte in Karlsruhe – Nobelpreis für Chemie (1939 zusammen mit Adolf Butenandt) für seine Arbeiten über Polymethylene und höhere Terpenverbindungen
- George de Hevesy (1885–1966) – studierte in Karlsruhe – Nobelpreis für Chemie (1943) für seine Arbeiten über die Anwendung der Isotope als Indikatoren bei der Erforschung chemischer Prozesse
- Hermann Staudinger (1881–1965) – außerordentlicher Professor in Karlsruhe (1907–1912) – Nobelpreis für Chemie (1953) für seine Entdeckungen auf dem Gebiet der makromolekularen Chemie
- Jean-Marie Lehn (* 1939) – Institutsdirektor in Karlsruhe (1998–?) – Nobelpreis für Chemie (1987 mit Donald J. Cram und Charles Pedersen) für die Entwicklung und Verwendung von Molekülen mit strukturspezifischer Wechselwirkung von hoher Selektivität und die Untersuchung der polycyclischen Cryptat-Käfigmoleküle

### Direktoren, Rektoren und Präsidenten
Erster Direktor wurde 1825 der Physiker Gustav Friedrich Wucherer, der das Amt sieben Jahre innehatte. Im Jahre 1895 wurde das Amt des Direktors in das eines Rektors umgewandelt, nach Zusammenschluss von Universität und Forschungszentrum 2009 wurde ein Präsidium eingerichtet. Von 2009 bis 2012 waren Horst Hippler und Eberhard Umbach die Präsidenten des KIT. Hippler war zuvor schon seit 2002 Rektor der Universität, Umbach seit 2007 Vorstandsvorsitzender des Forschungszentrums. Ab Oktober 2012 war Eberhard Umbach alleiniger Präsident des KIT. Im Juni 2013 wurde Holger Hanselka von Aufsichtsrat und Senat zum Nachfolger von Eberhard Umbach gewählt. Hanselka hat seine sechsjährige Amtszeit als Präsident des KIT am 1. Oktober 2013 angetreten. 2018 wurde Hanselka bis September 2025 wiedergewählt. Hanselka verließ das KIT im August 2023, um sein neues Amt als Präsident der Fraunhofer-Gesellschaft wahrzunehmen. Oliver Kraft übernahm kommissarisch die Präsidentschaft des KIT.
Anfang 2024 wurde der dänische Mathematiker Jan Hesthaven vom Aufsichtsrat und Senat zum künftigen Präsidenten des KIT gewählt. Er trat sein Amt am 1. Oktober 2024 an.

## Mitgliedschaften
- TU9 German Institutes of Technology e. V.
- Landesrektorenkonferenz Baden-Württemberg e. V.[167]
- Deutsches Klimakonsortium – DKK